# Editti di Aśoka

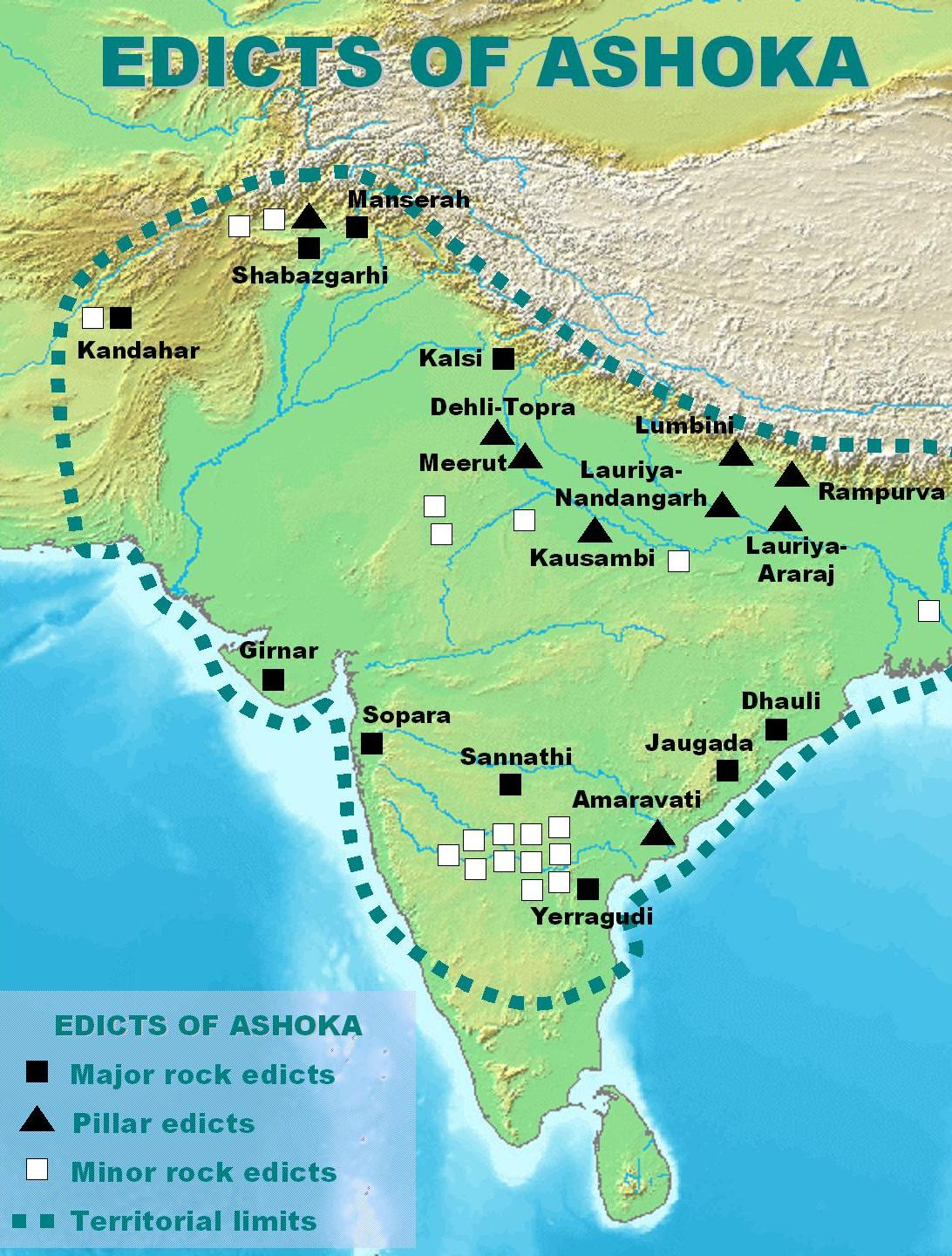
Distribuzione degli editti di Ashoka.

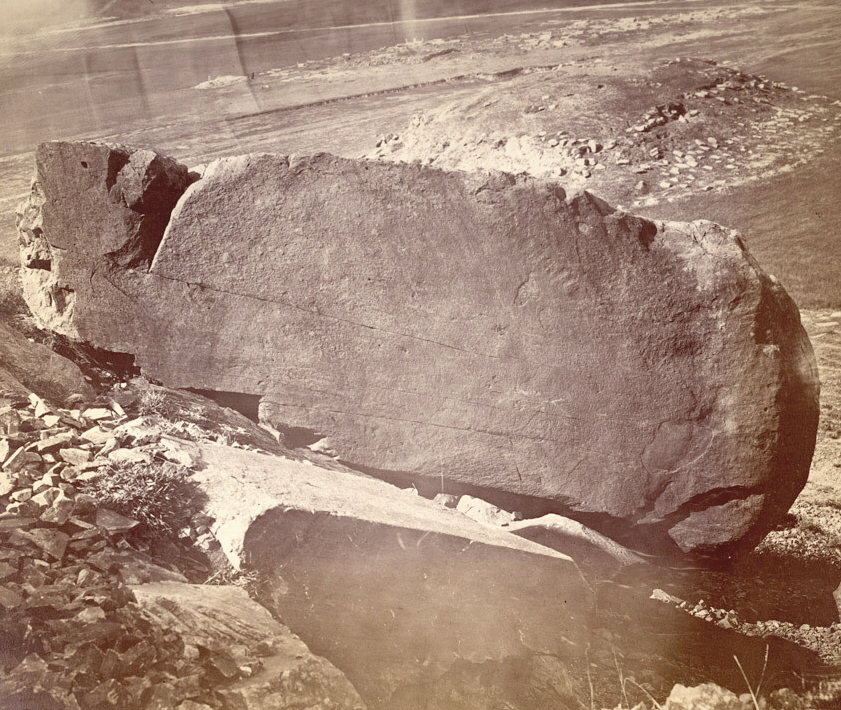
Editti di Aśoka I-XI a Shahbazgarhi (Peshawar), lungo la Via del Karakorum, ora Autostrada del Karakorum.

Gli editti di Aśhoka sono una raccolta di 33 iscrizioni presenti sui Pilastri di Aśoka, nonché su massi e pareti di caverne, fatte dall'imperatore Aśoka della dinastia Maurya durante il suo regno dal 269 a.C. al 231 a.C. Queste iscrizioni sono disperse in tutte le aree degli odierni Bangladesh, India, Nepal e Pakistan e rappresentano le prime prove tangibili del Buddismo. Gli editti descrivono in dettaglio la prima ampia espansione del Buddismo attraverso la promozione di uno dei più potenti re della storia indiana. Secondo gli editti, la diffusione del proselitismo buddista durante questo periodo arrivò fino al Mediterraneo, e furono creati molti monumenti buddisti.

## Caratteristiche
Queste iscrizioni proclamano le credenze di Aśoka nel concetto buddista di dharma e i suoi sforzi per svilupparlo durante tutto il suo regno. Sebbene siano menzionati il Buddismo e Buddha, gli editti si focalizzano su precetti sociali e morali, piuttosto che su specifiche pratiche religiose o sulla dimensione filosofica del Buddismo.
In queste iscrizioni, Aśoka si riferisce a sé stesso come "Prediletto degli Dei" e "Re Priya-darshi." L'identificazione di Re Priya-darshi con Aśoka fu confermata da un'iscrizione scoperta nel 1915 da C. Beadon, un ingegnere minerario aurifero britannico, a Maski, un villaggio nel distretto di Raichur del Karnataka. Un altro editto minore su roccia si trova nel villaggio di Gujarra nel distretto di Datia del Madhya Pradesh. Questo mostra anche il nome "Asoka" in aggiunta al solito "Devanam Piyadasi". Le iscrizioni trovate nella parte orientale dell'India erano scritte nella lingua magadhi, usando la scrittura brahmi. Nella parte occidentale dell'India, la lingua usata è più vicina al sanscrito, utilizzando la scrittura kharoshthi; vi è un estratto dell'editto 13 in lingua greca un editto bilingue scritto in greco e in aramaico. Questi editti furono decifrati dall'archeologo e storico britannico James Prinsep.
Le iscrizioni ruotano intorno a pochi temi ricorrenti: la conversione di Aśoka al Buddismo, la descrizione dei suoi sforzi per diffondere il Buddismo, i suoi precetti morali e religiosi, il suo programma per il benessere sociale e animale e la tolleranza.
(XII editto di Aśoka)

## La conversione di Aśoka

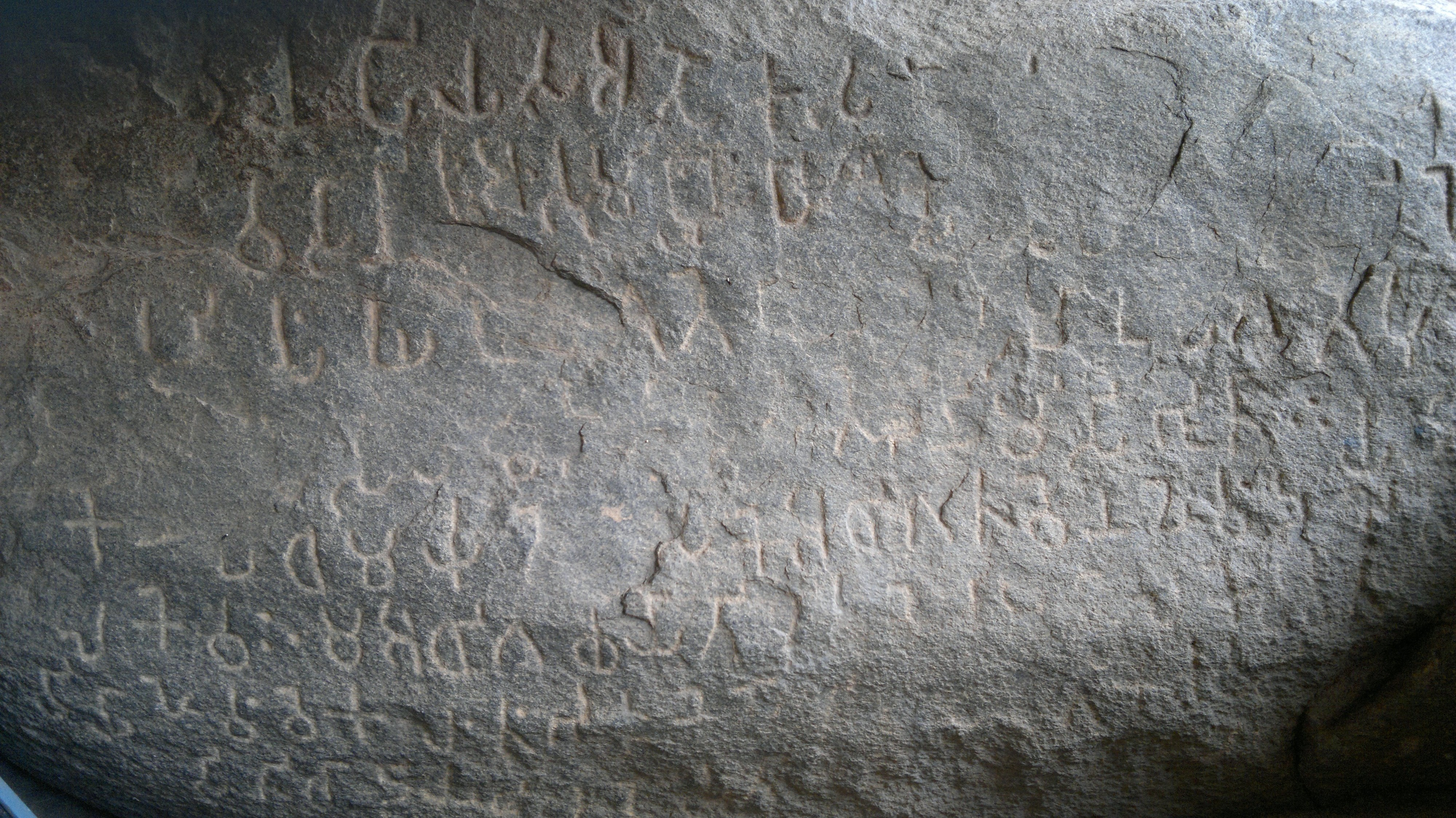
L'editto di Aśoka a Maski, distretto di Raichur, Karnataka. Questo editto confermò il nome Asoka per "Devanampiya Piadassi".

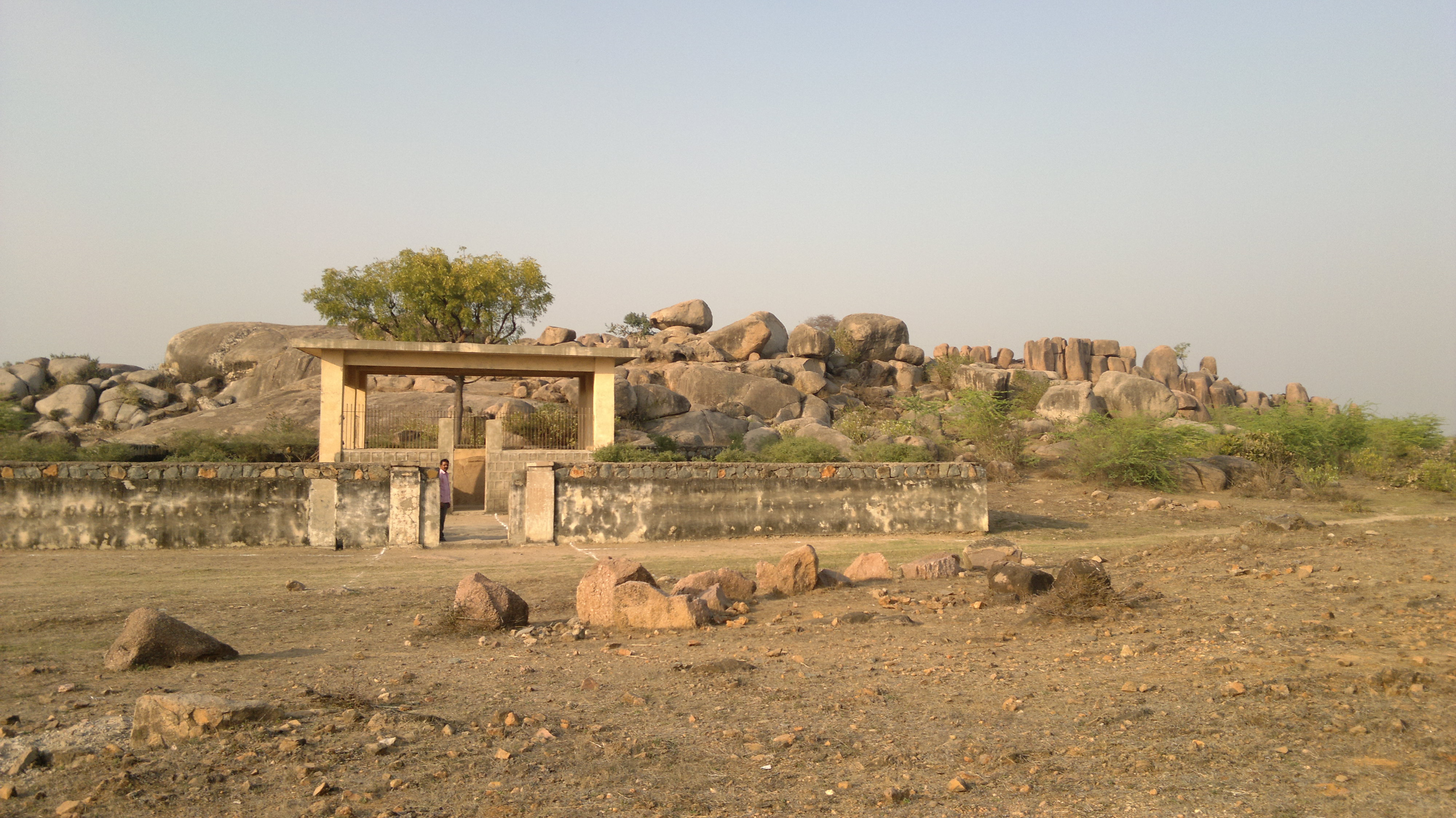
Editto di Aśoka a Gujarra, Madhya Pradesh.

Aśoka spiega di essersi convertito al Buddismo a causa del rimorso per la sua conquista dei Kalinga intorno al 261 a.C. nell'India orientale (vicino all'attuale stato di Orissa):
(Editto su roccia N. 13 (S. Dhammika))
Dopo la sua conversione, Aśoka viaggiò in tutta l'India e visitò le località sacre buddiste, dove avrebbe normalmente eretto un pilastro recante le sue iscrizioni:
(Editto minore su pilastro N. 1 (S. Dhammika))

## Il proselitismo di Aśoka
Allo scopo di propagandare la fede buddista, Aśoka spiega di aver mandato emissari ai re ellenistici fino al Mediterraneo, e a popoli in tutta l'India, asserendo che come risultato si erano tutti convertiti al Dharma. Nomina i sovrani greci del tempo, eredi della conquista di Alessandro Magno, dalla Battria fino alla Grecia e al Nordafrica, mostrando una comprensione sorprendentemente chiara della situazione politica del tempo.

### Proselitismo fuori dell'India
(Editto su roccia N. 13 (S. Dhammika))

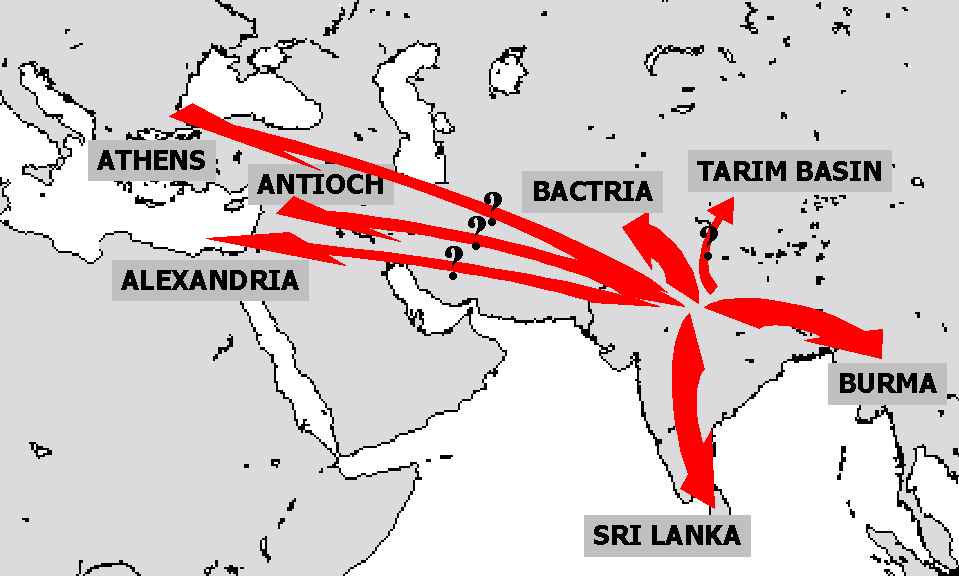
Il proselitismo all'epoca di re Aśoka (260-218 a.C.)

La distanza di 600 yojanas corrisponde alla distanza tra il centro dell'India e la Grecia, grosso modo 4.000 miglia.
- Amtiyoko si riferisce ad Antioco II Teo di Siria (261-246 a.C.), che controllava l'impero seleucide dalla Siria alla Battria all'est dal 305 al 250 a.C., ed era perciò un vicino diretto di Aśoka.
- Turamaye si riferisce a Tolomeo II Filadelfo d'Egitto (285-247 a.C.), re della dinastia fondata da Tolomeo I, un ex generale di Alessandro Magno, in Egitto.
- Amtikini si riferisce ad Antigono II Gonata di Macedonia (278–239 a.C.).
- Maka si riferisce a Maga di Cirene (300-258 a.C.).
- Alikasudaro si riferisce ad Alessandro II (272-258 a.C.).

Nell'originale gandhari, Antioco è menzionato come "Amtiyoko nama Yona-raja" (lett. "Il re greco con il nome di Antiokos"), oltre il quale vengono gli altri quattro re: "param ca tena Atiyokena cature 4 rajani Turamaye nama Amtikini nama Maka nama Alikasudaro nama" (lett. "E oltre ad Antioco, quattro re col nome di Tolomeo, di Antigono, di Maga, di Alessandro".
Non è chiaro nelle registrazioni elleniche se questi emissari furono effettivamente ricevuti o se ebbero qualche influenza sul mondo ellenico. Alcuni studiosi, tuttavia, sottolineano la presenza di comunità buddiste nel mondo ellenistico di quel tempo, in particolare ad Alessandria d'Egitto (menzionata da Clemente Alessandrino). L'ordine monastico precristiano dei Terapeuti potrebbe aver tratto ispirazione per il suo stile di vita ascetico dal contatto con il monachesimo buddista, sebbene il fondamento e le Scritture fossero ebraiche. Ad Alessandria sono state trovate anche lapidi buddiste del periodo tolemaico, decorate con raffigurazioni della Ruota della Legge.
Commentando la presenza di Buddisti ad Alessandria, alcuni studiosi hanno perfino sottolineato che "Fu più tardi in questo stesso luogo che furono fondati alcuni dei più attivi centri della Cristianità" (R. Linssen, op. cit.).
Il proselitismo di Aśoka si espanse anche al sud del subcontinente indiano:
- I Chola e i Pandya erano popoli indiani meridionali che vivevano fuori dell'impero di Aśoka.
- Tamraparni (successivamente per i Romani Taprobane) è il vecchio nome dello Sri Lanka. Tamraparniya è anche il nome della scuola buddista Theravada dello Sri Lanka.

### Proselitismo all'interno dei territori di Aśoka
Dentro l'India vera e propria, nel regno di Aśoka, molte diverse popolazione furono oggetto del proselitismo del re:
(Editto su roccia N. 13 (S. Dhammika))

#### Comunità greche
Comunità greche vivevano nel sudovest dell'impero Maurya, nella regione del Pakistan, segnatamente nell'antica Gandhara vicino alla capitale pachistana di Islamabad, e nell'Afghanistan meridionale nella regione di Gedrosia, seguendo la conquista e gli sforzi di colonizzazione compiuti intorno al 323 a.C. da Alessandro Magno.
Sembra perciò che queste comunità siano state ancora significative durante il regno di Aśoka. Una menzione notevole riferisce aspetti della società greca:
(Editto su roccia N. 13 (S. Dhammika))

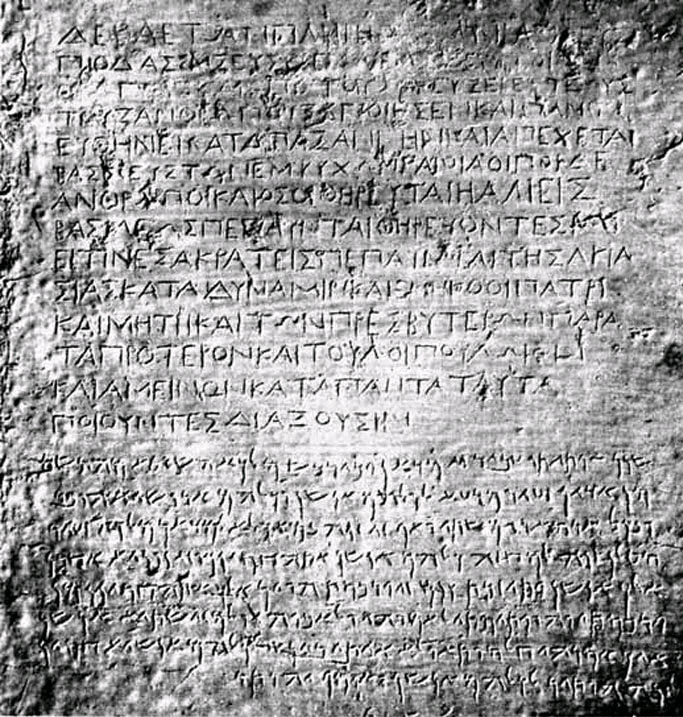
Iscrizioni bilingue (greco e aramaico) del re Aśoka, da Kandahar. Museo di Kabul.

Sono stati trovati due editti in Afghanistan con iscrizioni greche, uno di questi essendo un editto bilingue in greco e in aramaico. Questo editto, trovato a Kandahar, propugna l'adozione della "Pietà" (usando il termine greco Eusebeia per Dharma) alla comunità greca:
Piodasses [uno dei titoli di Aśoka: Piyadassi o Priyadarsi, "Colui che è il prediletto degli Dei e che guarda
tutti con affetto"] fece conoscere (la dottrina della)

Pietà (greco: Εὐσέβεια, Eysébeia) agli uomini; e da questo momento egli ha reso

gli uomini più pii, e tutto prospera da un capo all'altro

del mondo interno. E il re si astiene (dall'uccidere)

gli esseri viventi, e gli altri uomini e coloro che (sono)

cacciatori e pescatori del re hanno desistito

dal cacciare. E se alcuni (erano) intemperati,

hanno cessato dalla loro intemperanza come era in loro 
potere; e obbedienti al loro padre e alla loro madre e

agli anziani, in opposizione al passato anche in futuro,

agendo così in ogni occasione, essi vivranno meglio

e più felicemente.»
(Trad. di G. Pugliese Carratelli)

#### Altre comunità
- I Kamboja sono un popolo di origine centroasiatica che si erano stabiliti dapprima in Arachosia e Drangiana (odierno Afghanistan meridionale), e poi nel subcontinente indiano nordoccidentale in Sindhu, Gujarat e Sauvira.
- I Nabhaka, i Nabhapamkit, i Bhoja, i Pitinika, gli Andhra e i Palida sono altri popoli sotto il dominio di Aśoka.

## Precetti morali

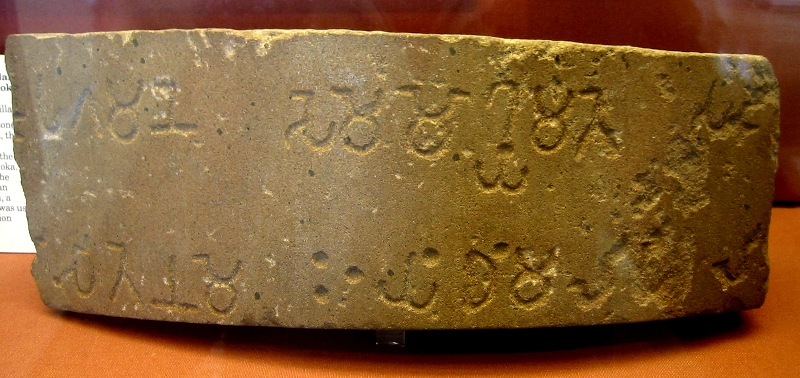
Frammento degli Editti di Aśoka del 6º Pilastro (238 a.C.), in brahmi, arenaria. British Museum.

Il Dharma predicato da Aśoka è spiegato principalmente in termini di precetti morali, basati sul compimento di buone azioni, sul rispetto per gli altri, sulla generosità e sulla purezza.

### Comportamento corretto
(Editto su pilastro N. 2 (S. Dharmika))
(Editto su pilastro N. 7 (S. Dharmika))

### Benevolenza
Il Dharma di Aśoka implicava anche di usare il proprio potere per cercare di rendere migliore la vita del proprio popolo e di cambiare il modo in cui il popolo stesso pensava e viveva.

### Gentilezza verso i prigionieri
Aśoka mostrò grande attenzione all'equità nell'esercizio della giustizia, cautela e tolleranza nell'applicazione delle sentenze e perdonò regolarmente i prigionieri.
(Editto su pilastro N. 4 (S. Dhammika))
(Editto del Pilastro N. 5 (S. Dhammika))

### Rispetto per la vita animale
L'impero Maurya fu il primo impero indiano a unificare il paese ed ebbe una politica chiara di sfruttamento oltre che di tutela delle risorse naturali con specifici ufficiali incaricati di compiti di protezione. Quando Aśoka abbracciò il Buddismo nell'ultima parte del suo regno, determinò significativi cambiamenti nel suo stile di governo, che comprendeva il fornire protezione alla fauna, e abbandonò perfino la caccia reale. Fu forse il primo sovrano della storia a perorare misure di conservazione per la natura e degli animali. Riferimenti a queste misure possono vedersi nelle iscrizioni degli editti di pietra.
(Editto sul 5º Pilastro)
Gli editti proclamano anche che molti seguirono l'esempio del re nel rinunciare al massacro degli animali; uno di essi orgogliosamente afferma:
(Editto sul 5º Pilastro)
Aśoka perorò una restrizione sul numero di animali che dovevano essere uccisi per consumo, ne protesse alcuni, e in generale condannò gli atti violenti contro gli animali, come la castrazione.
Tuttavia, gli editti di Aśoka riflettono più il desiderio dei sovrani che eventi effettivi; la menzione di una multa di 100 panas (monete) per il bracconaggio dei cervi nelle riserve di caccia reali mostra che i trasgressori esistevano realmente. Le restrizioni legali confliggevano con le pratiche allora liberamente esercitate dalla gente comune per quanto riguarda la caccia, l'abbattimento degli alberi, la pesca e l'appiccamento di incendi nelle foreste.
Benessere sociale e animale erano comunque strettamente legati nella visione del re.

## Precetti religiosi

### Buddismo

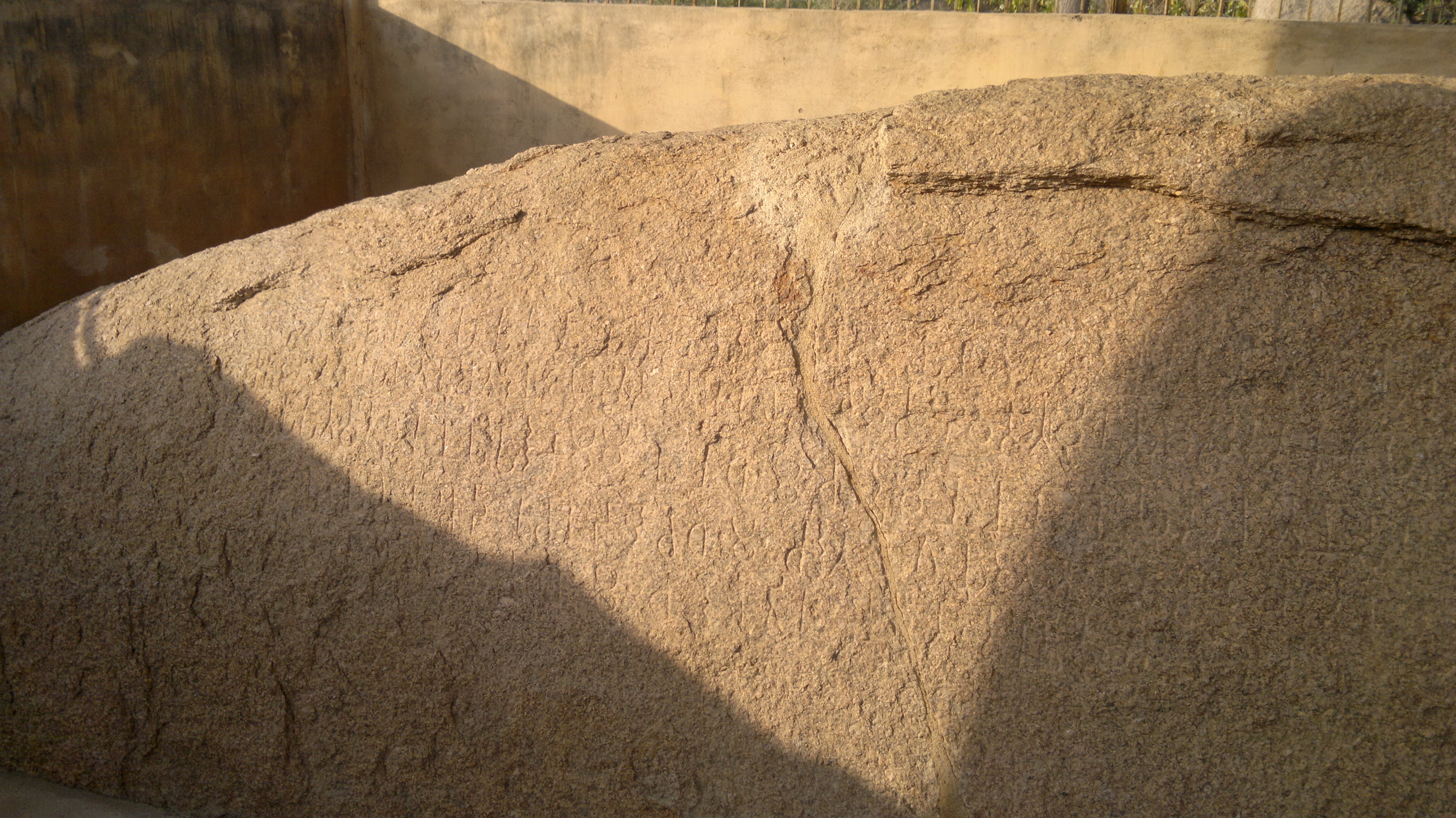
L'Editto di Aśoka a Gujarra (Madhya Pradesh).

Oltre a diffondere le virtù morali del Buddismo, Aśoka insistette anche affinché la parola del Buddha fosse letta e seguita, in particolare nei circoli monastici (i Sangha):
(Editto minore su roccia N. 3 (S. Dhammika))
(Editto minore su roccia N. 3 (S. Dhammika))

### Credenza nell'altro mondo
(Editto su roccia N. 11 (S. Dhammika))
(Editto su pilastro N. 1 (S. Dhammika))

### Scambi religiosi
Lungi dall'essere settario, Aśoka, sulla base di una credenza che tutte le religioni condividevano un'essenza comune, positiva, incoraggiò la tolleranza e la comprensione delle altre religioni.
(Editto su roccia N. 7 (S. Dhammika))
(Editto su roccia N. 1 (S. Dhammika))
(Editto su roccia N. 12 (S. Dhammika))

## Benessere sociale e animale
Secondo gli editti, Aśoka si prese grande cura del benessere dei suoi sudditi (esseri umani e animali) e di quelli oltre i suoi confini, diffondendo l'uso di trattamenti medicinali, migliorando le infrastrutture lungo le strade per viaggi più comodi e istituendo "ufficiali della fede" in tutti i suoi territori per controllare il benessere della popolazione e la propagazione del Dharma.

## Iscrizioni

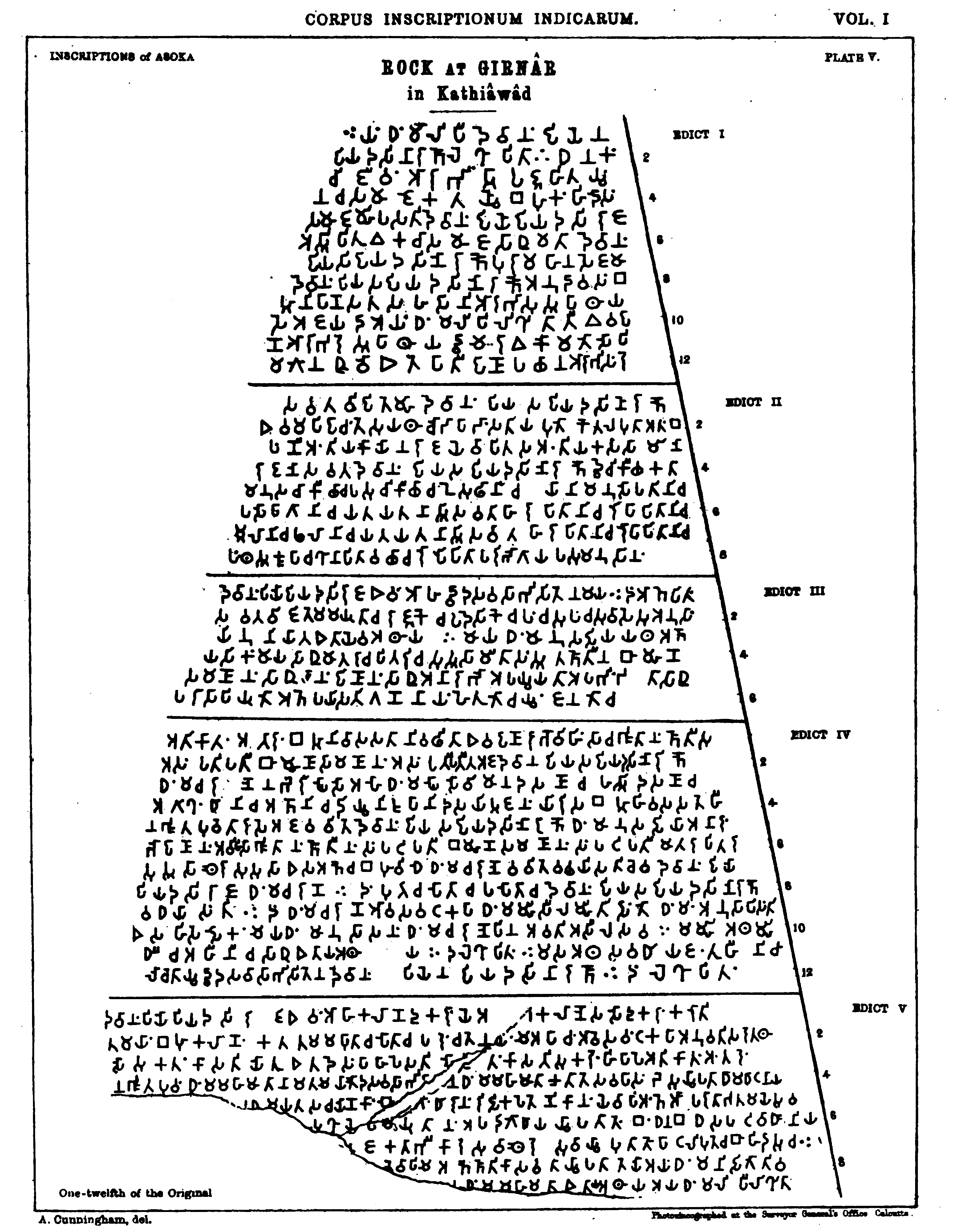
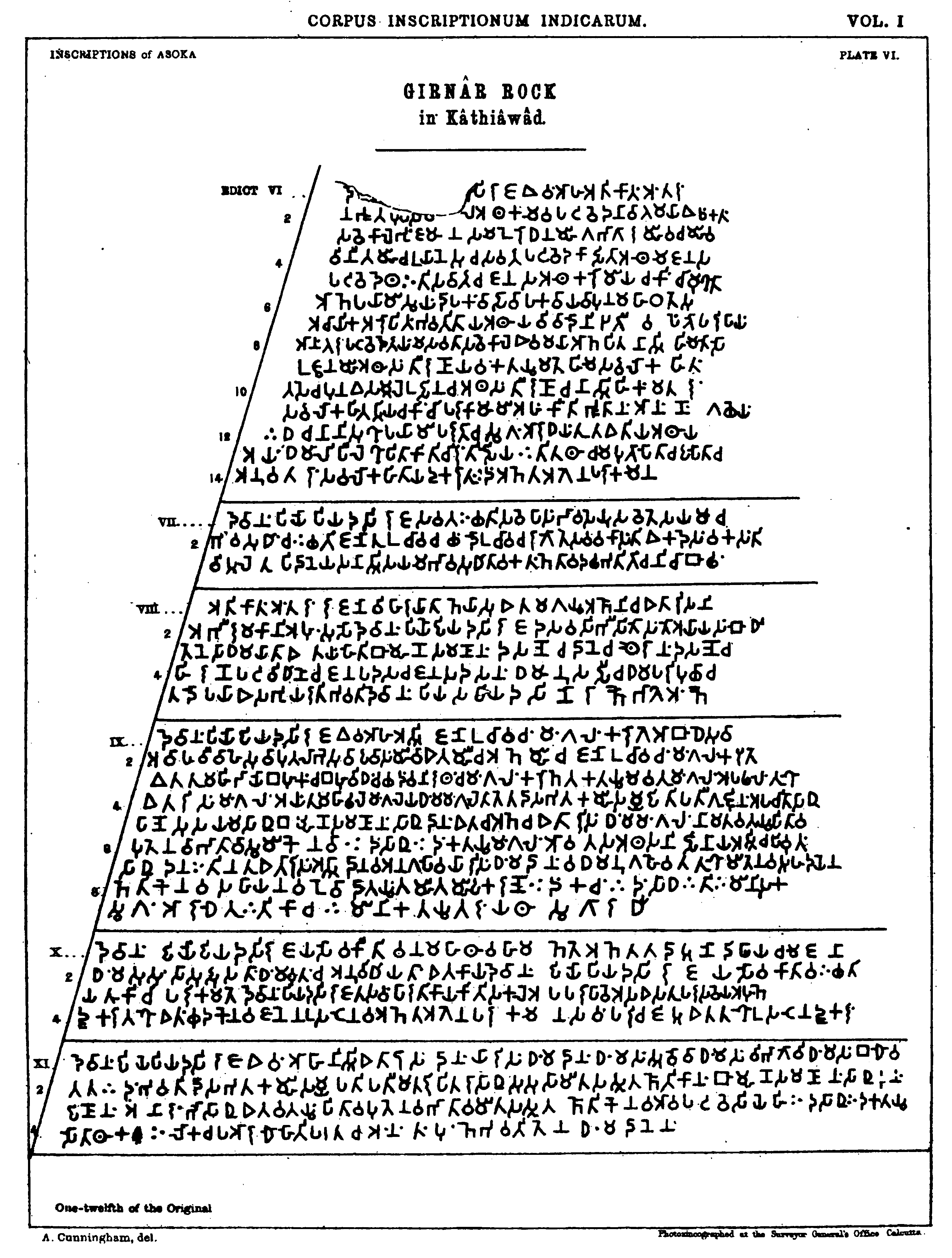
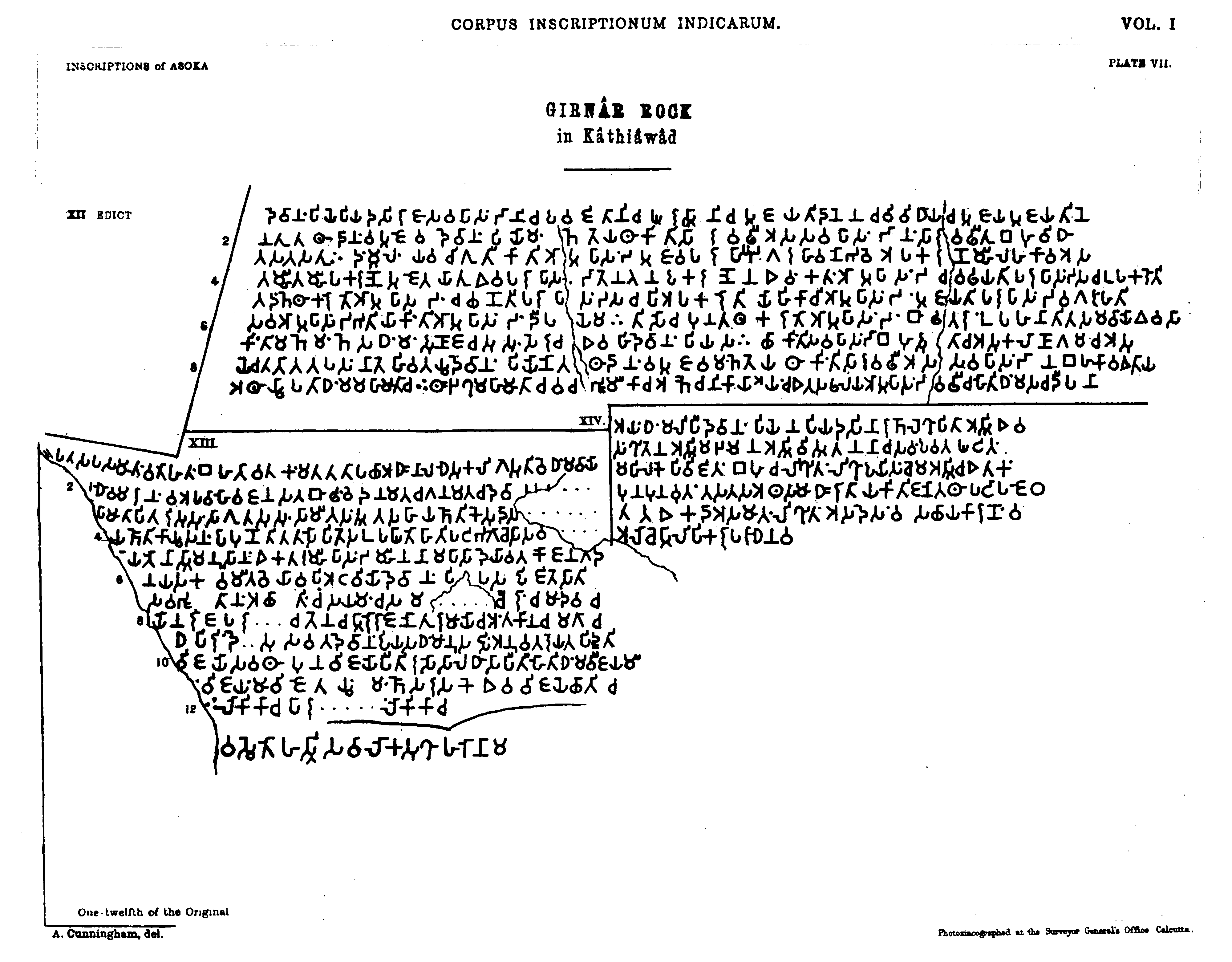
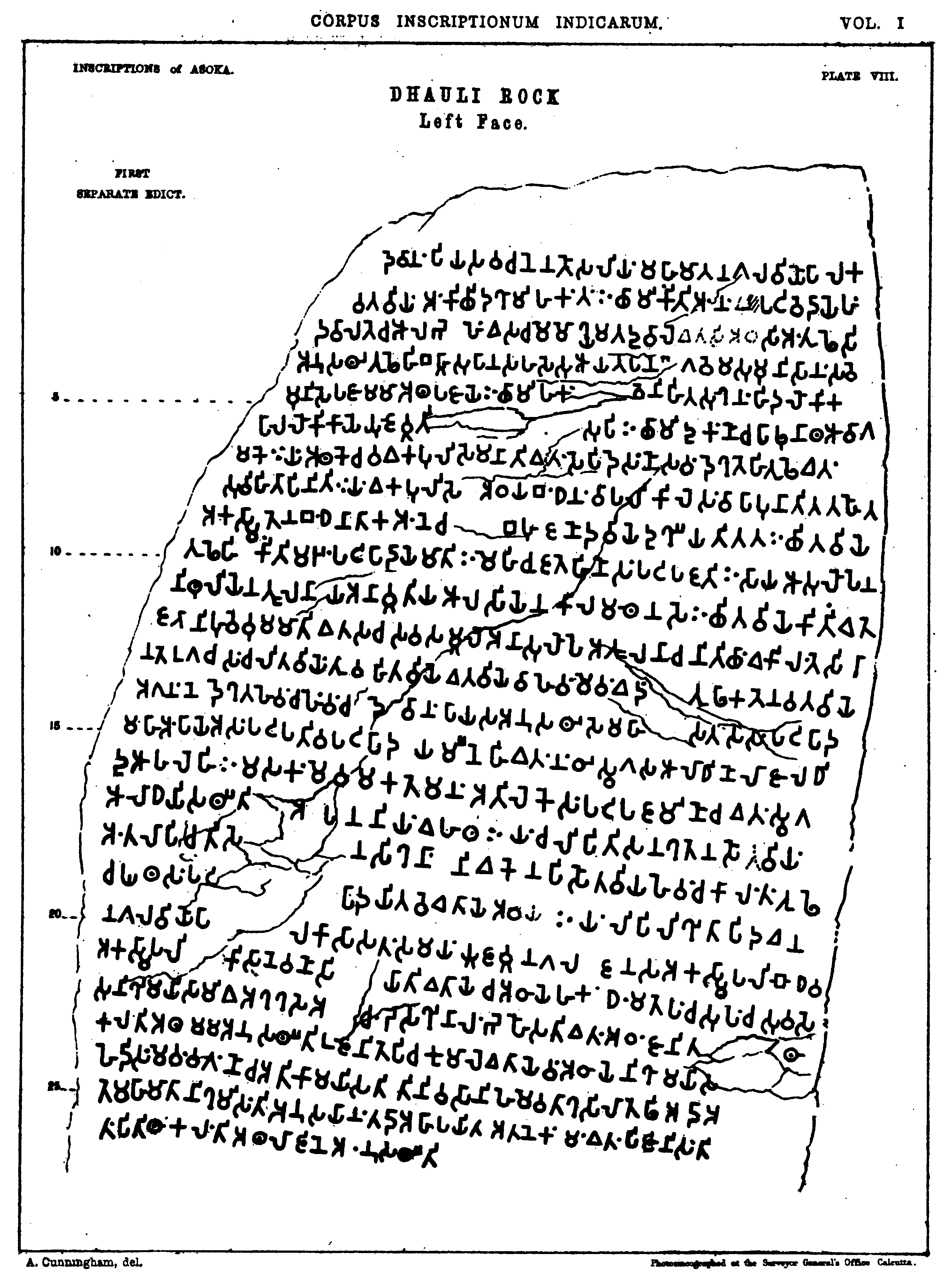
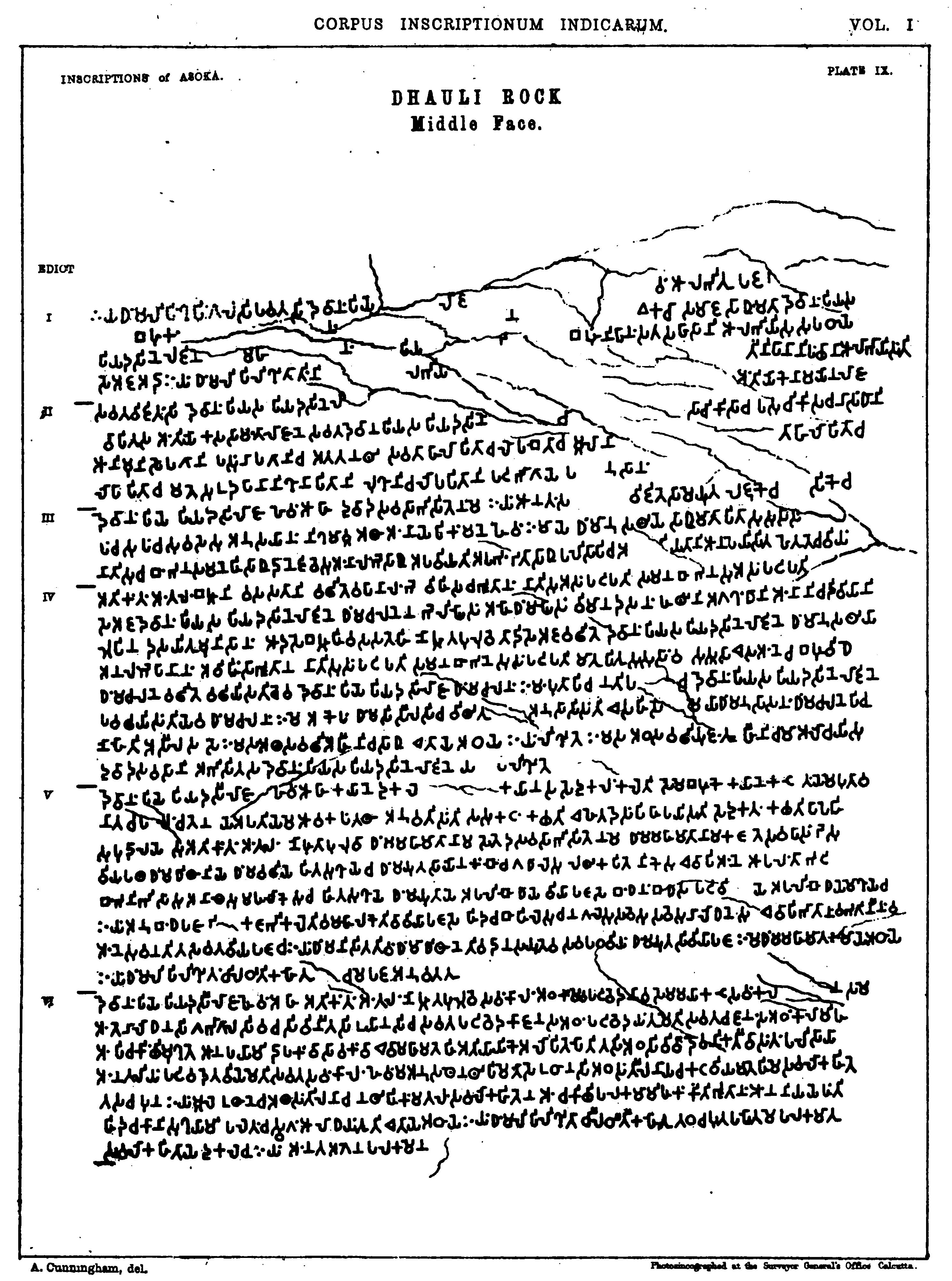
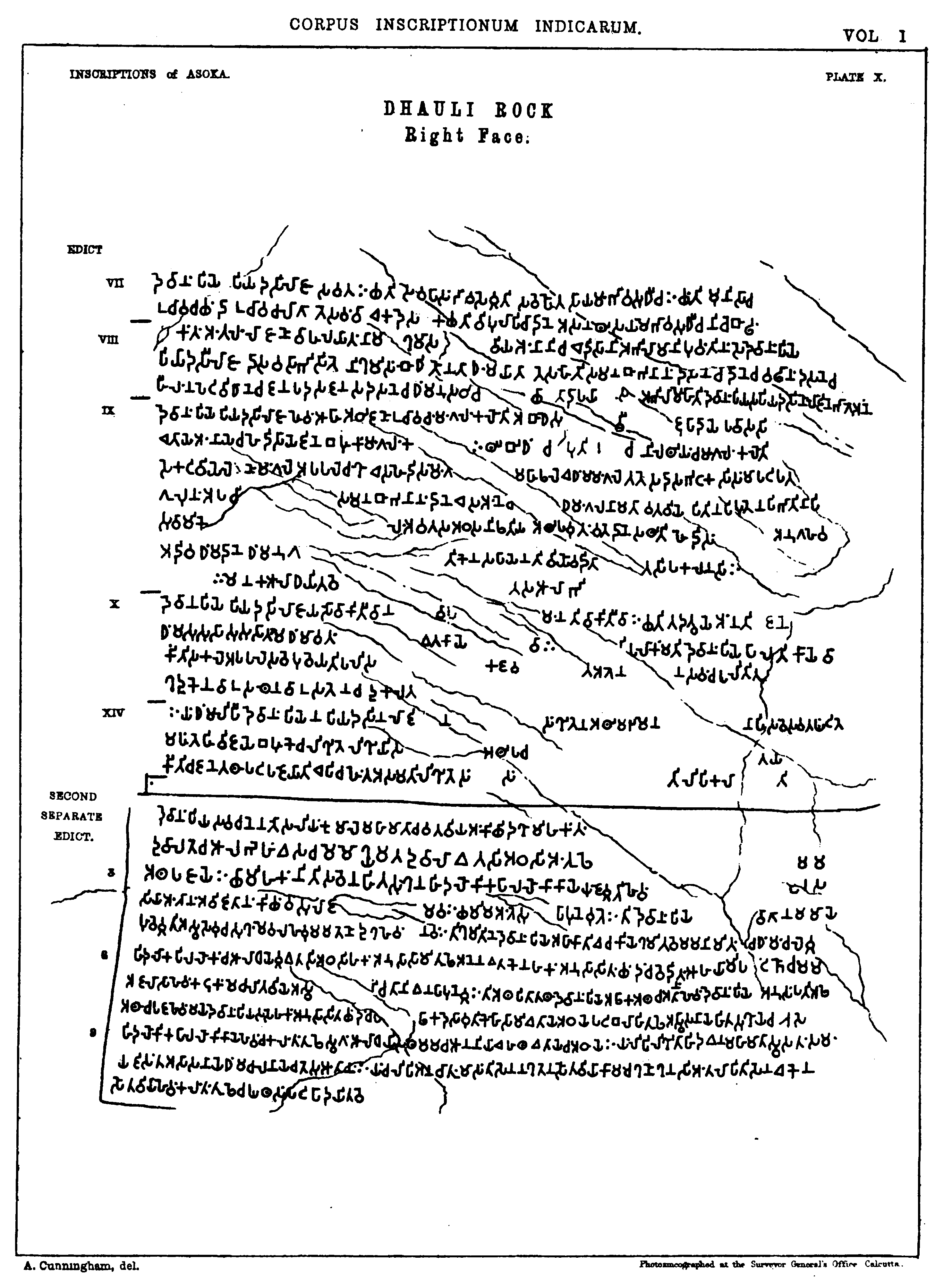
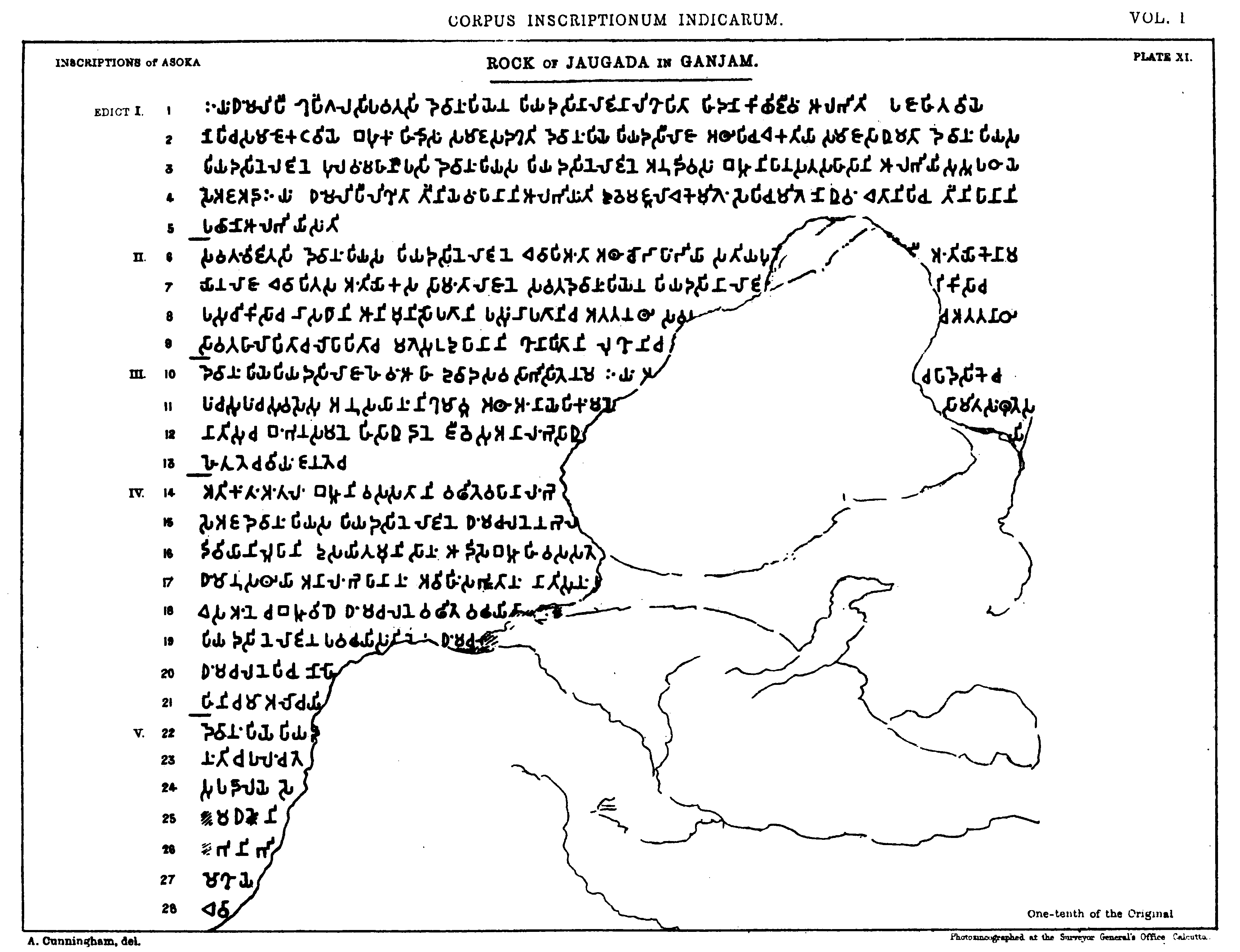
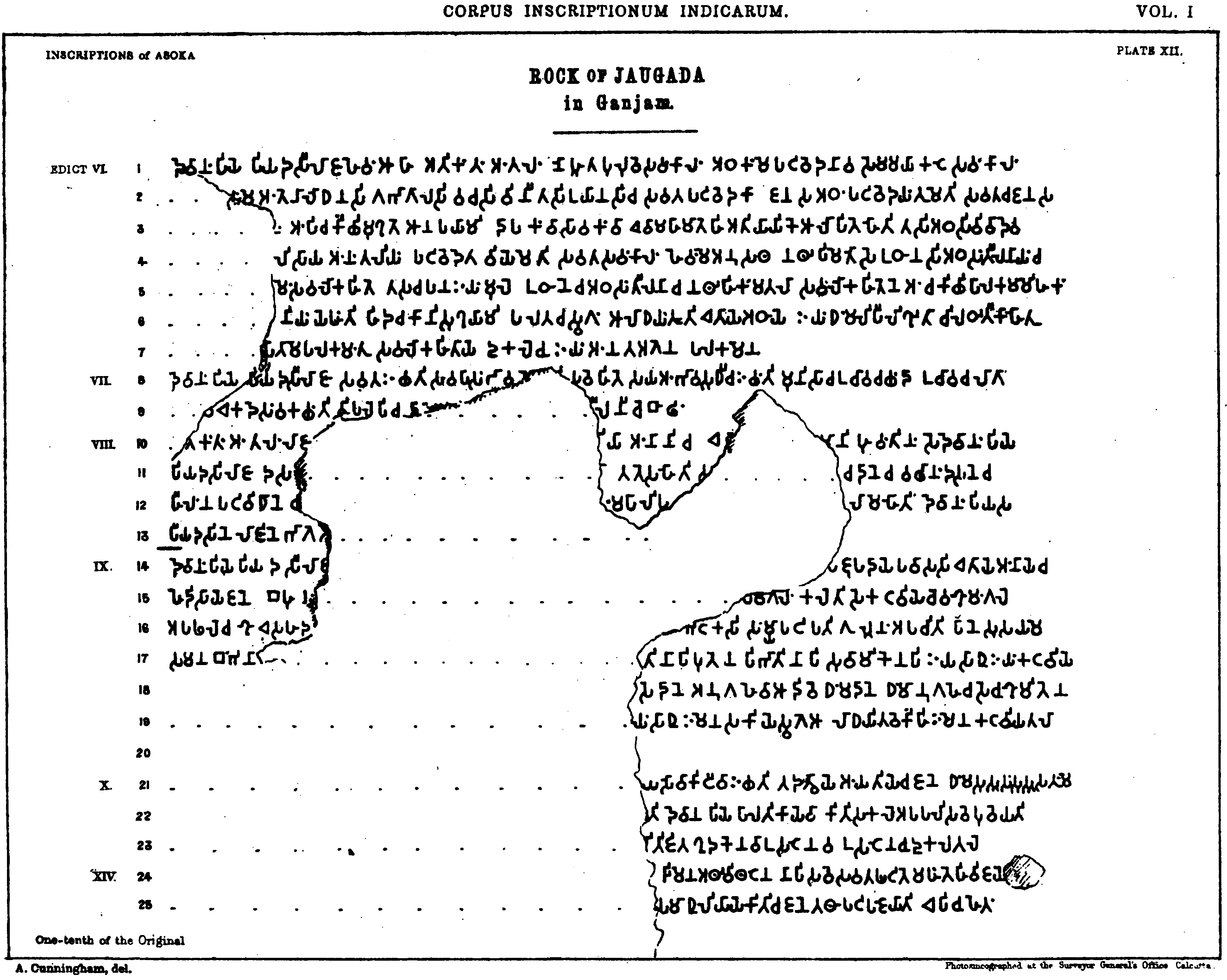
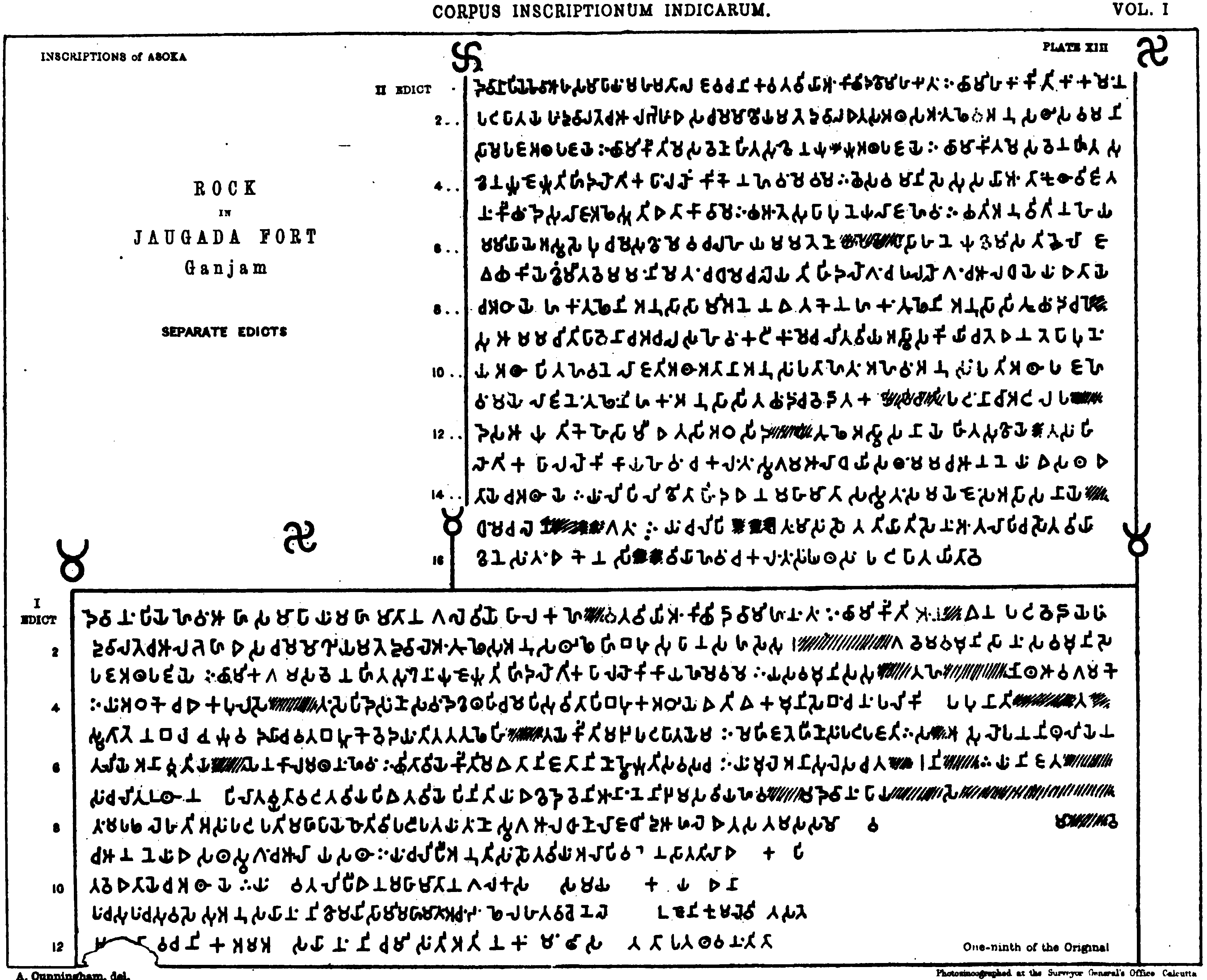
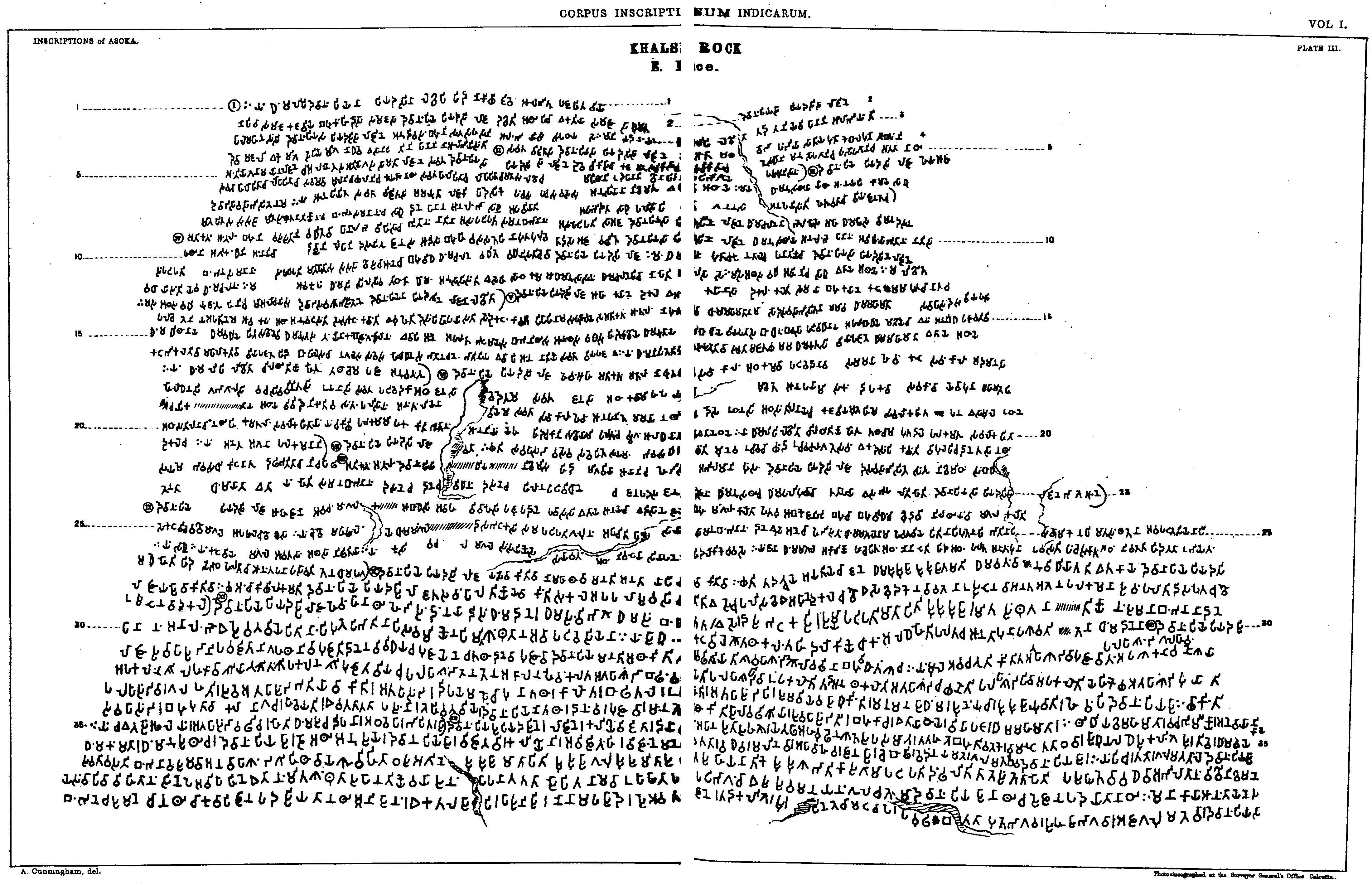
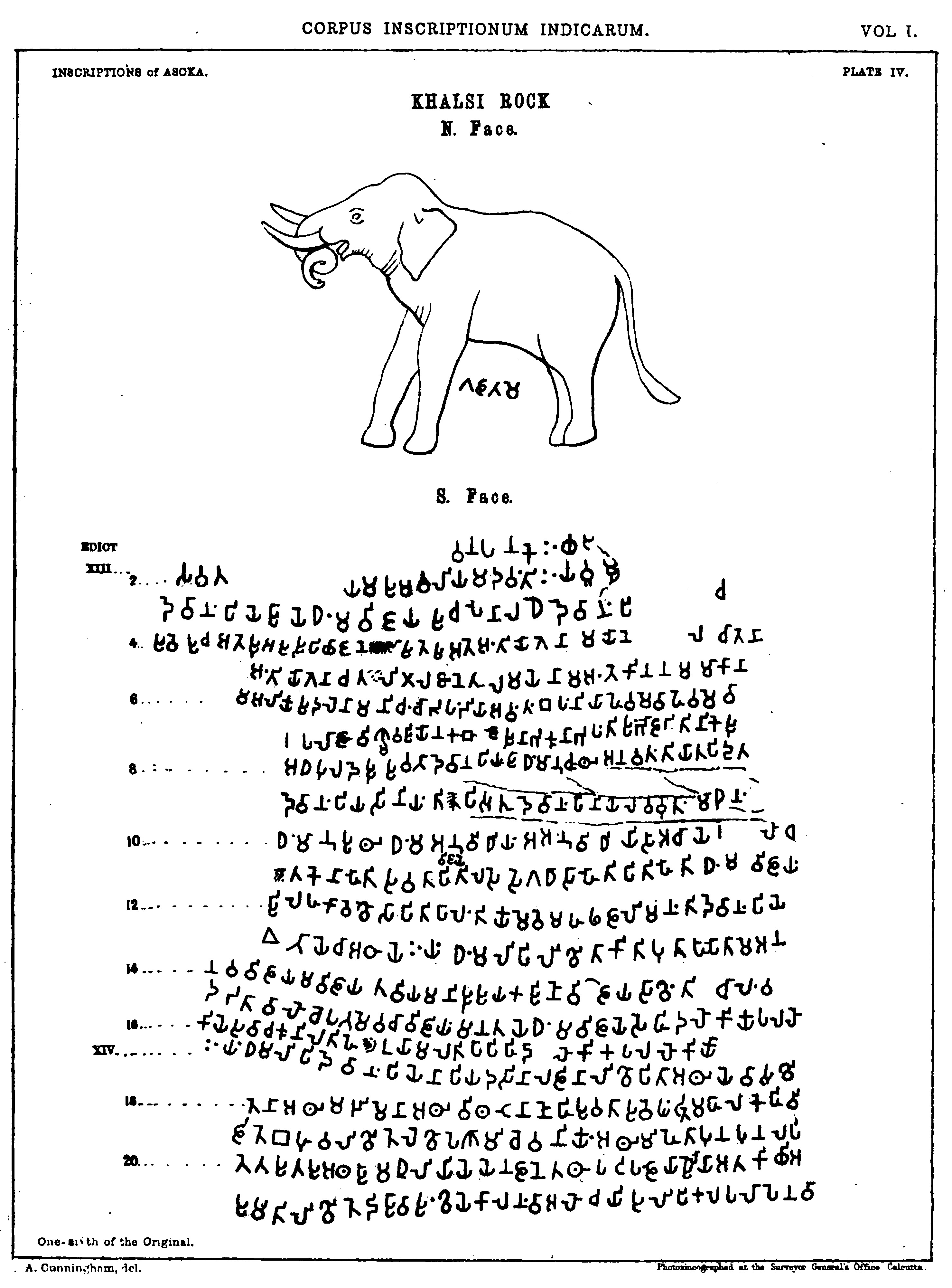
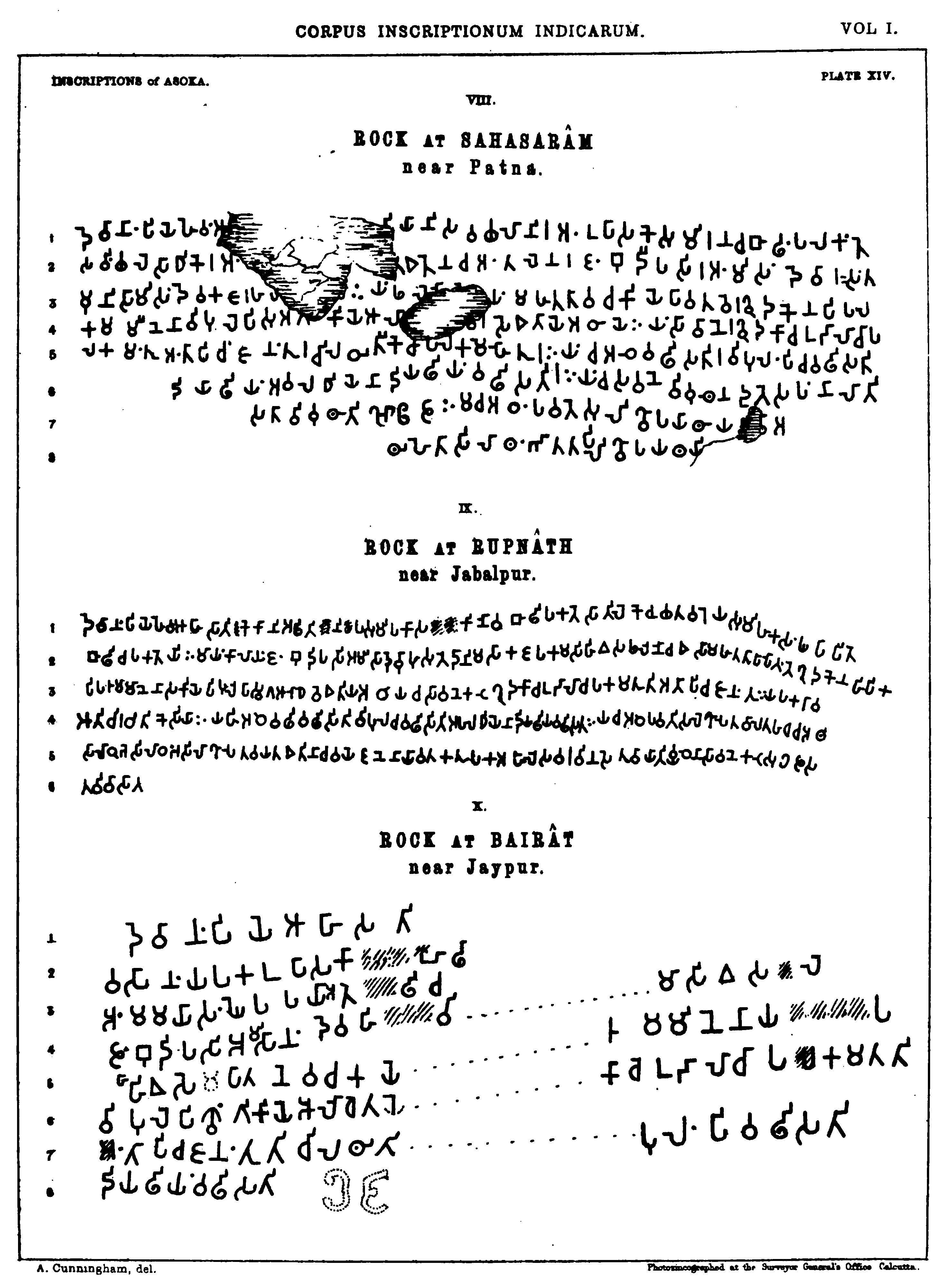
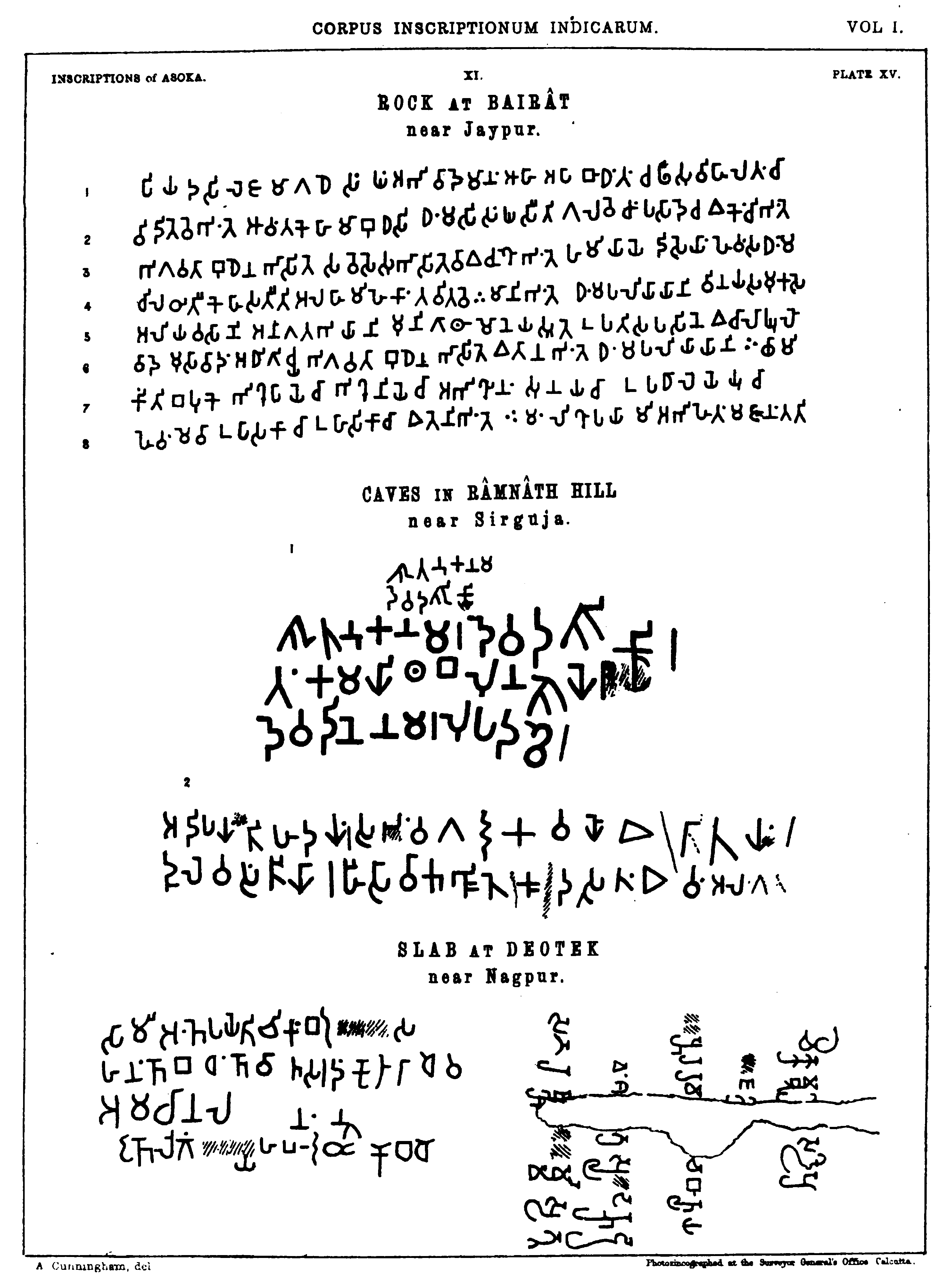
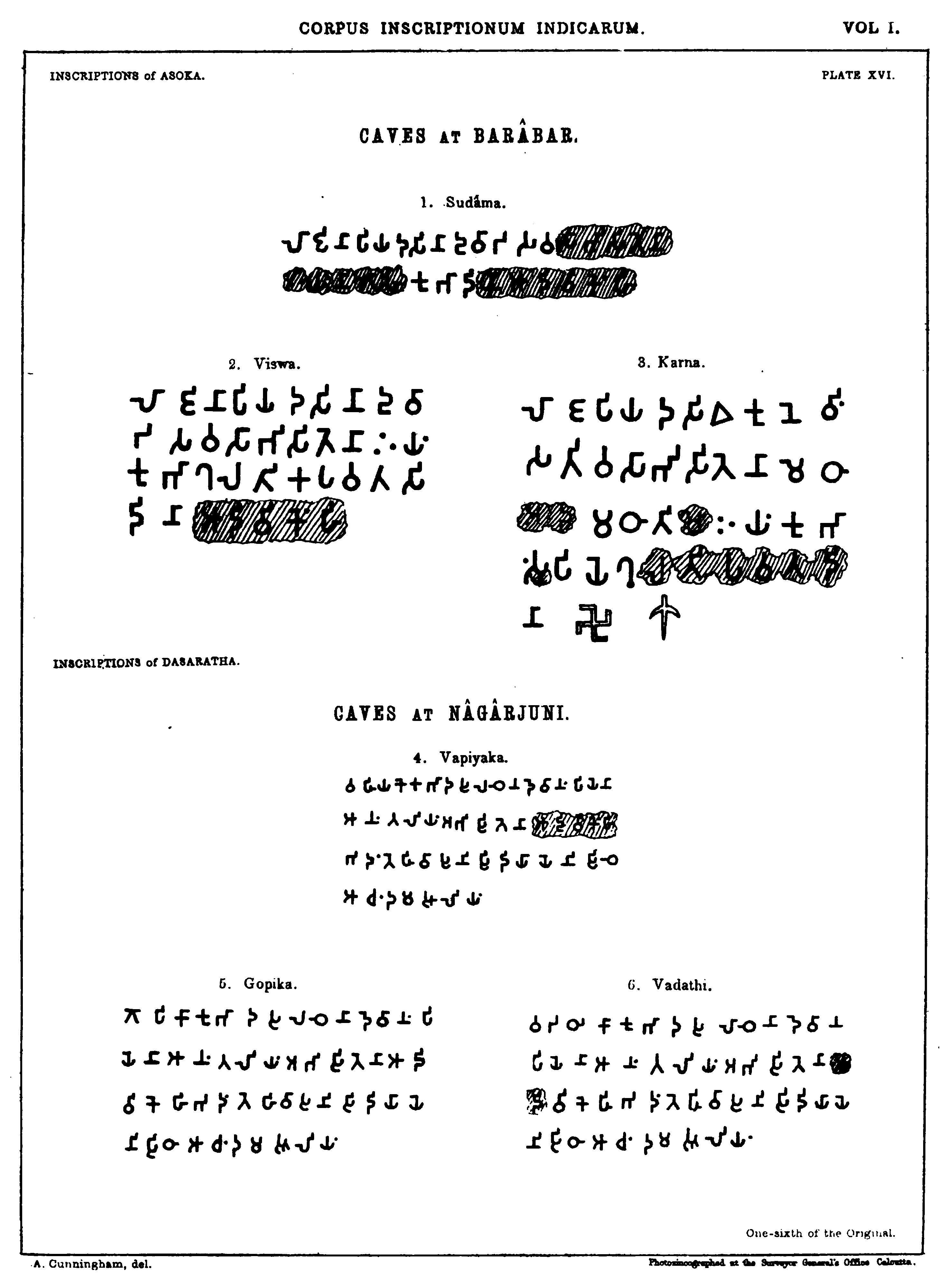
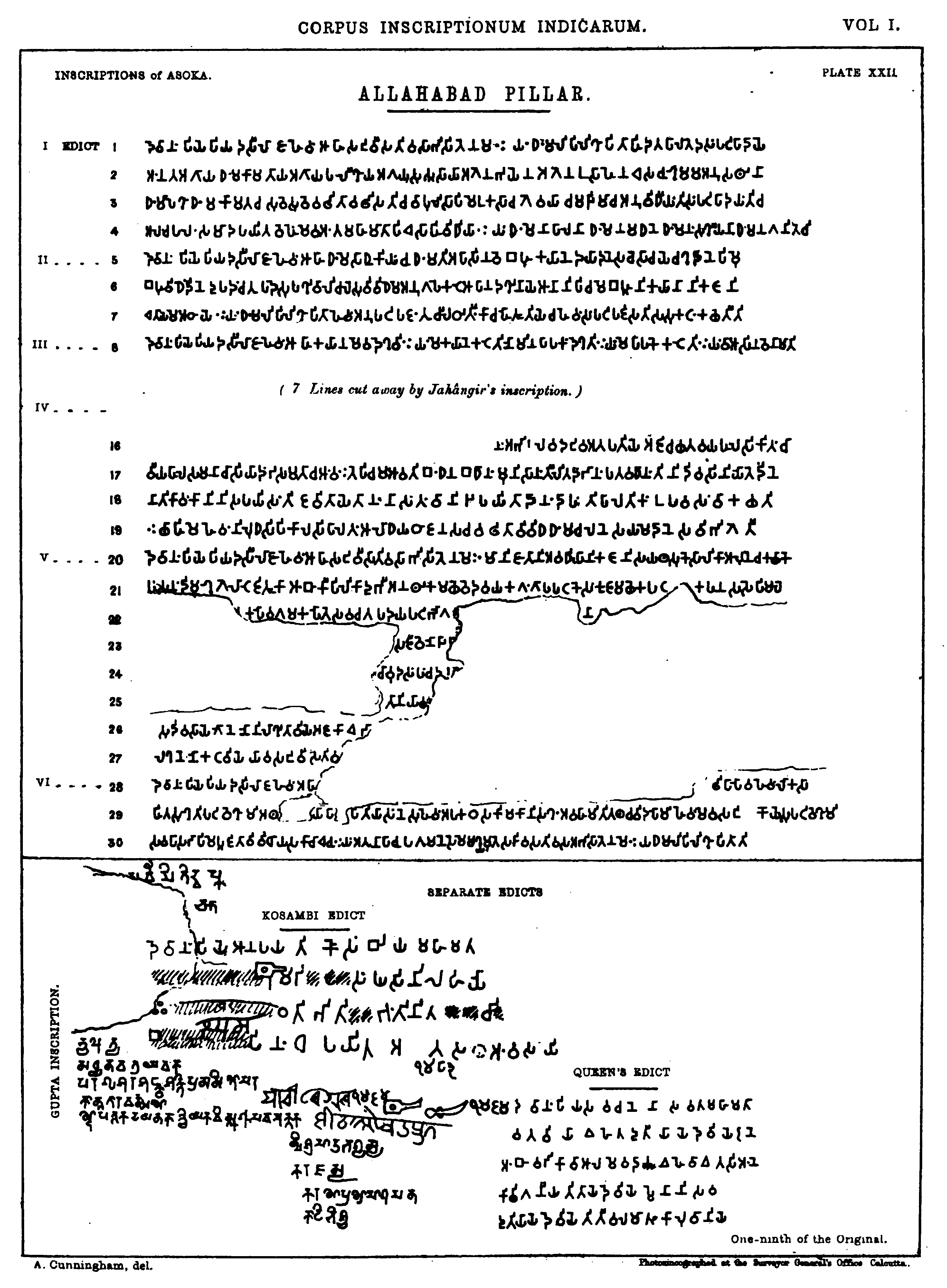
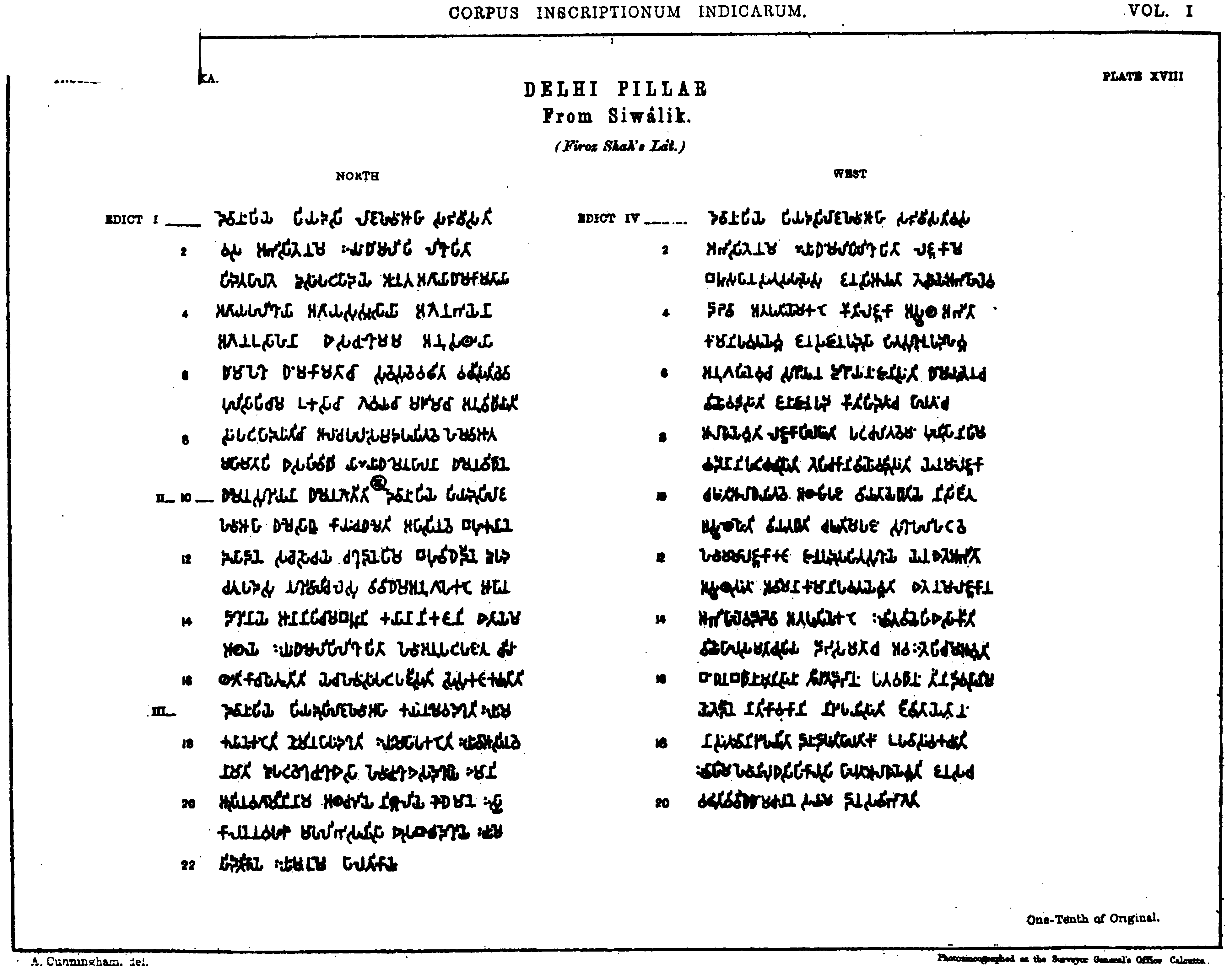
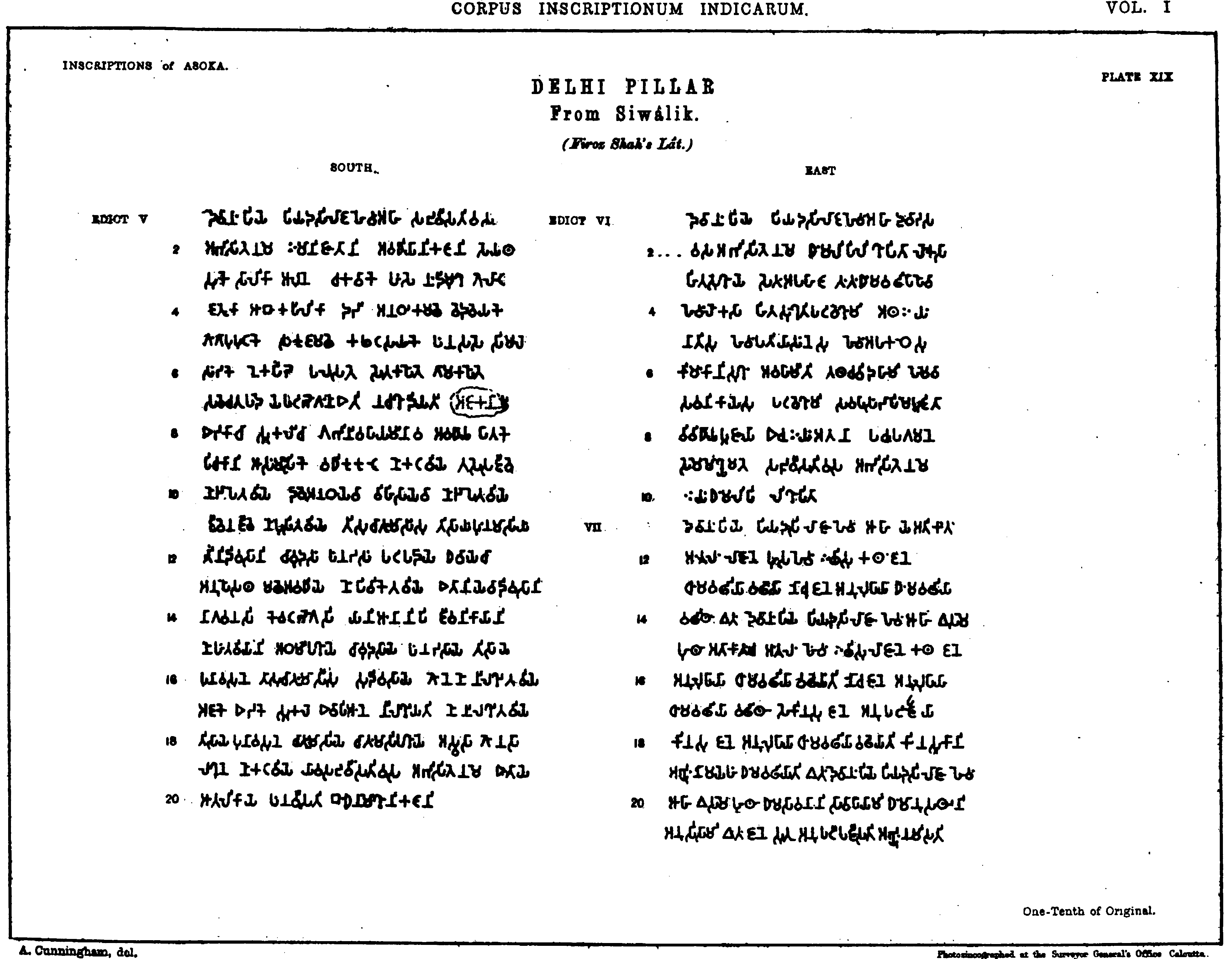
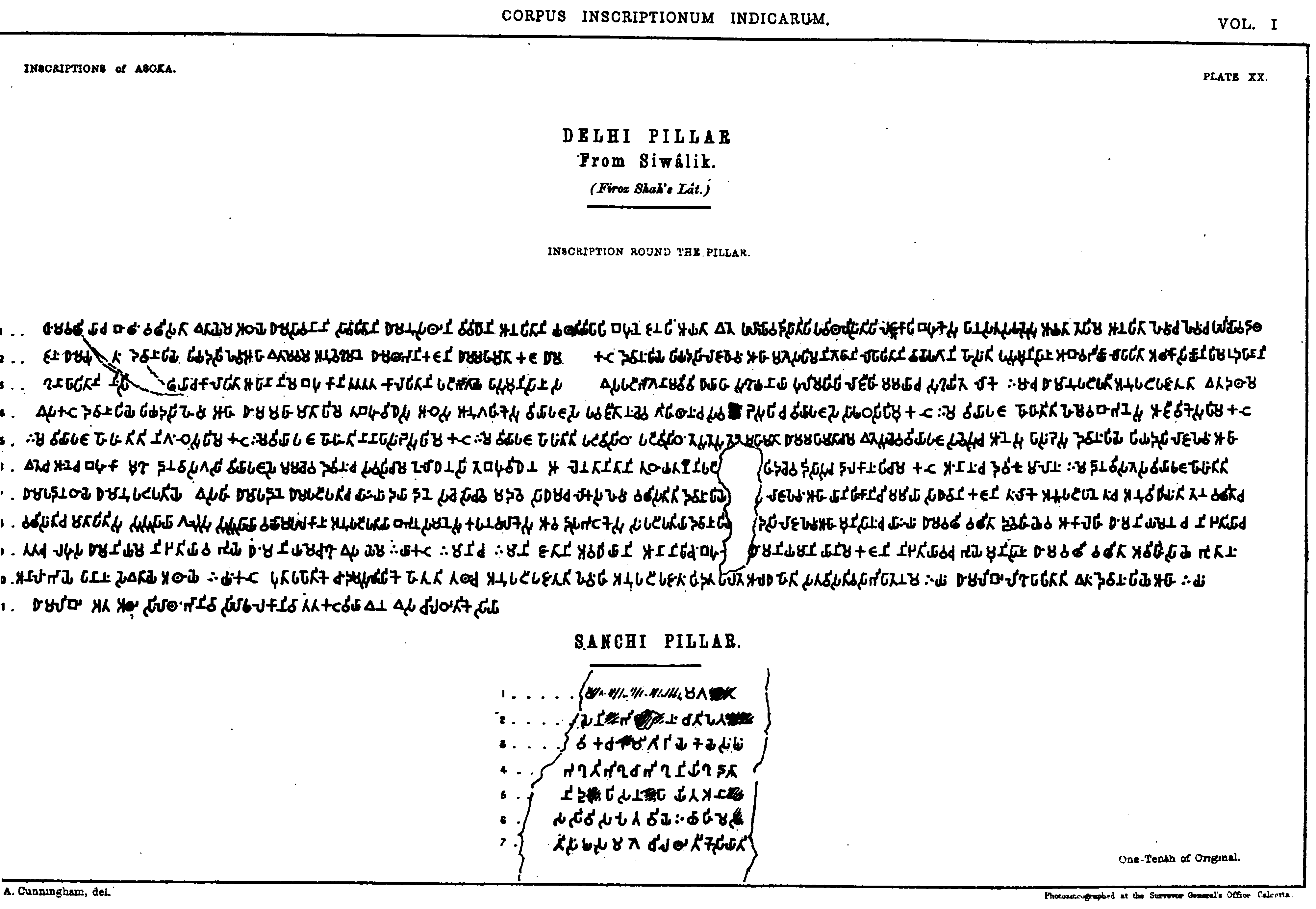
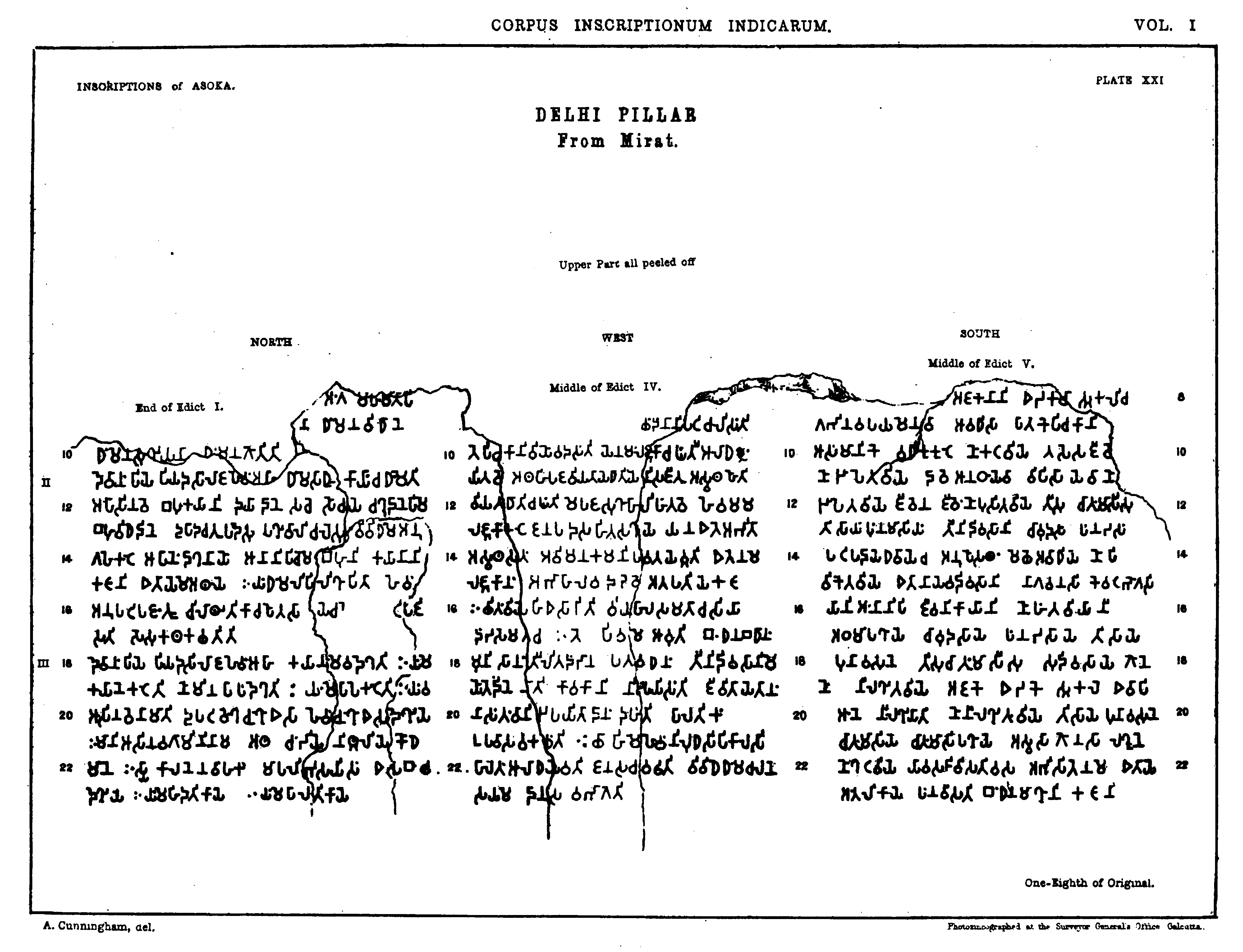
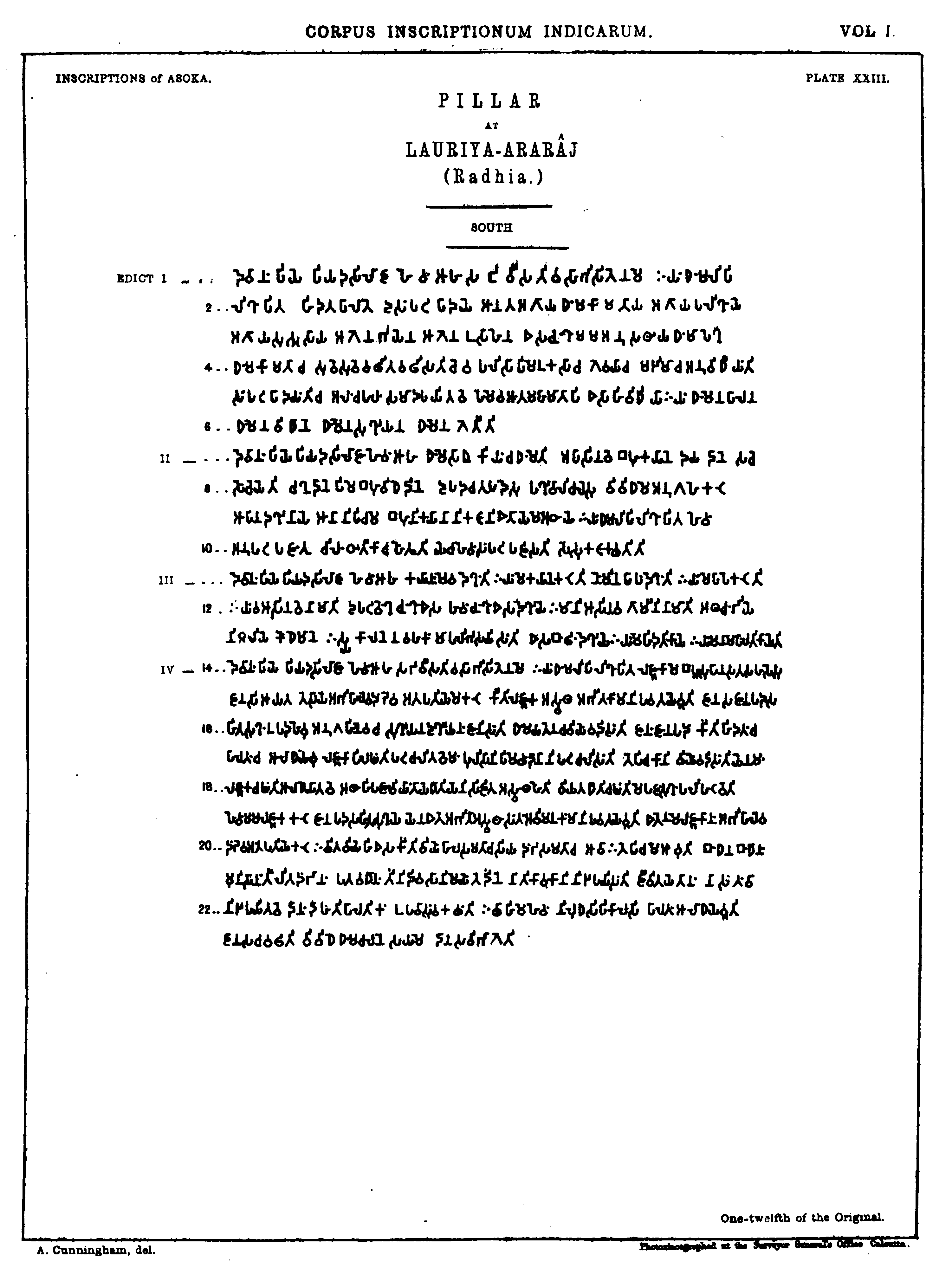
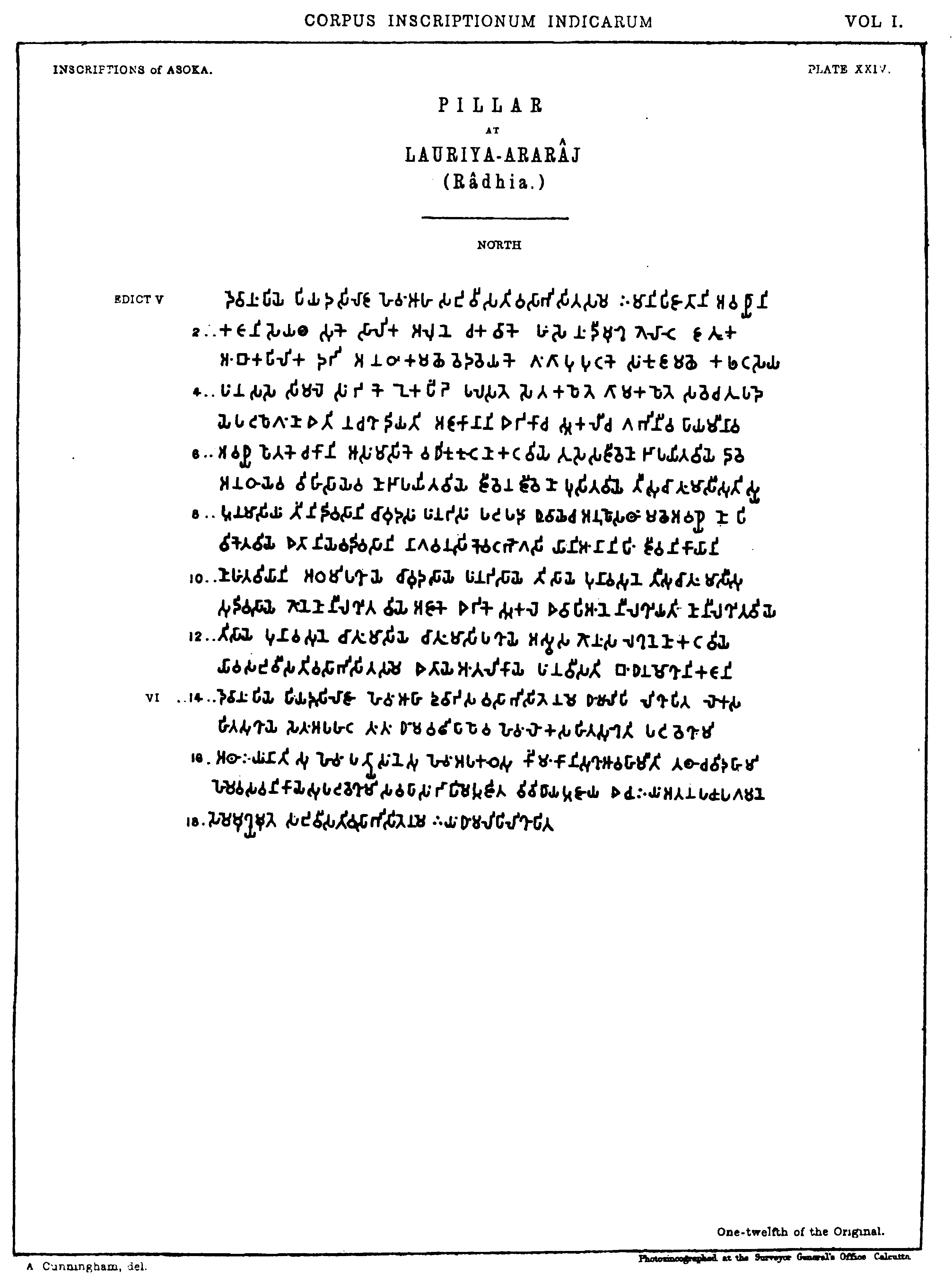
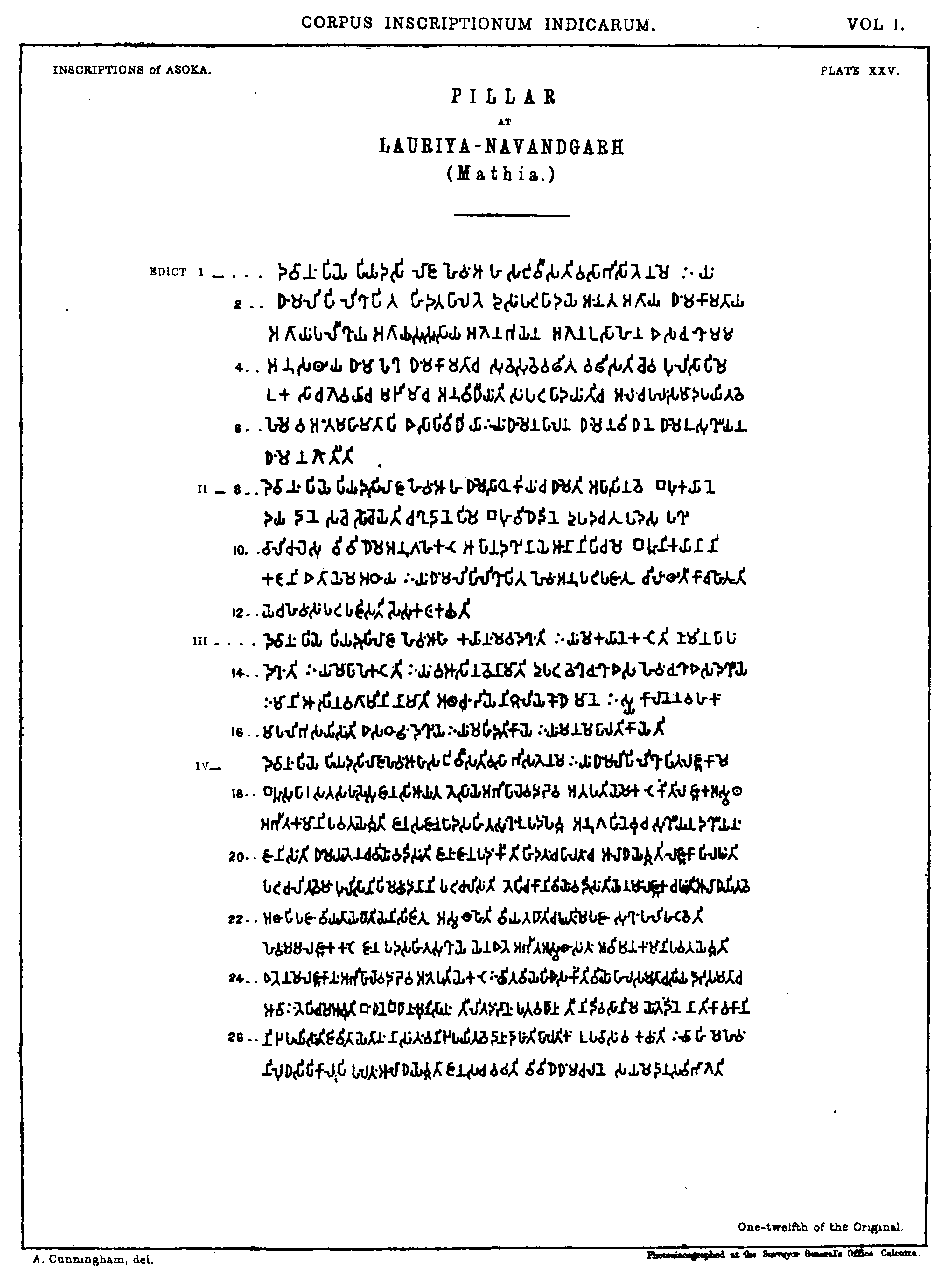
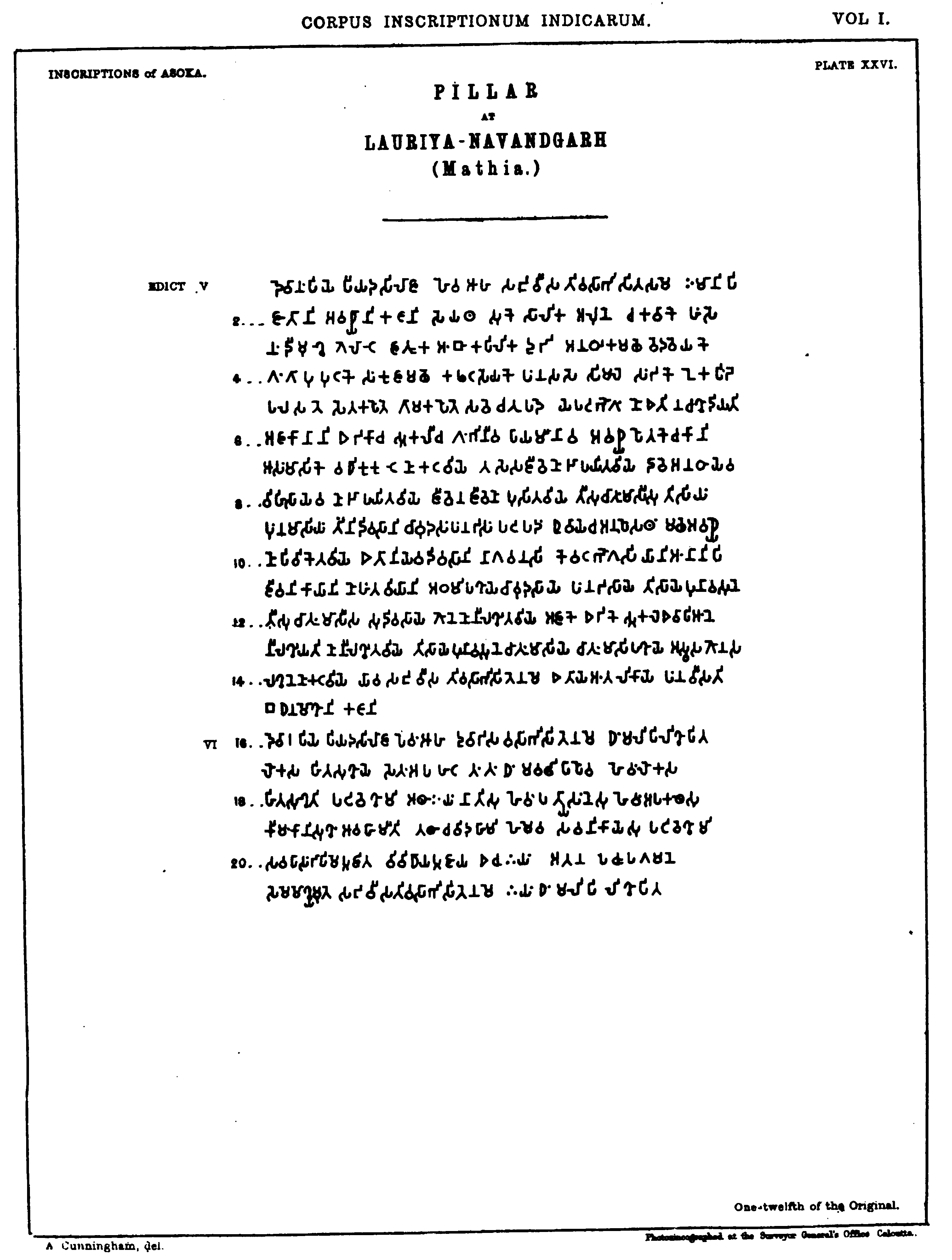
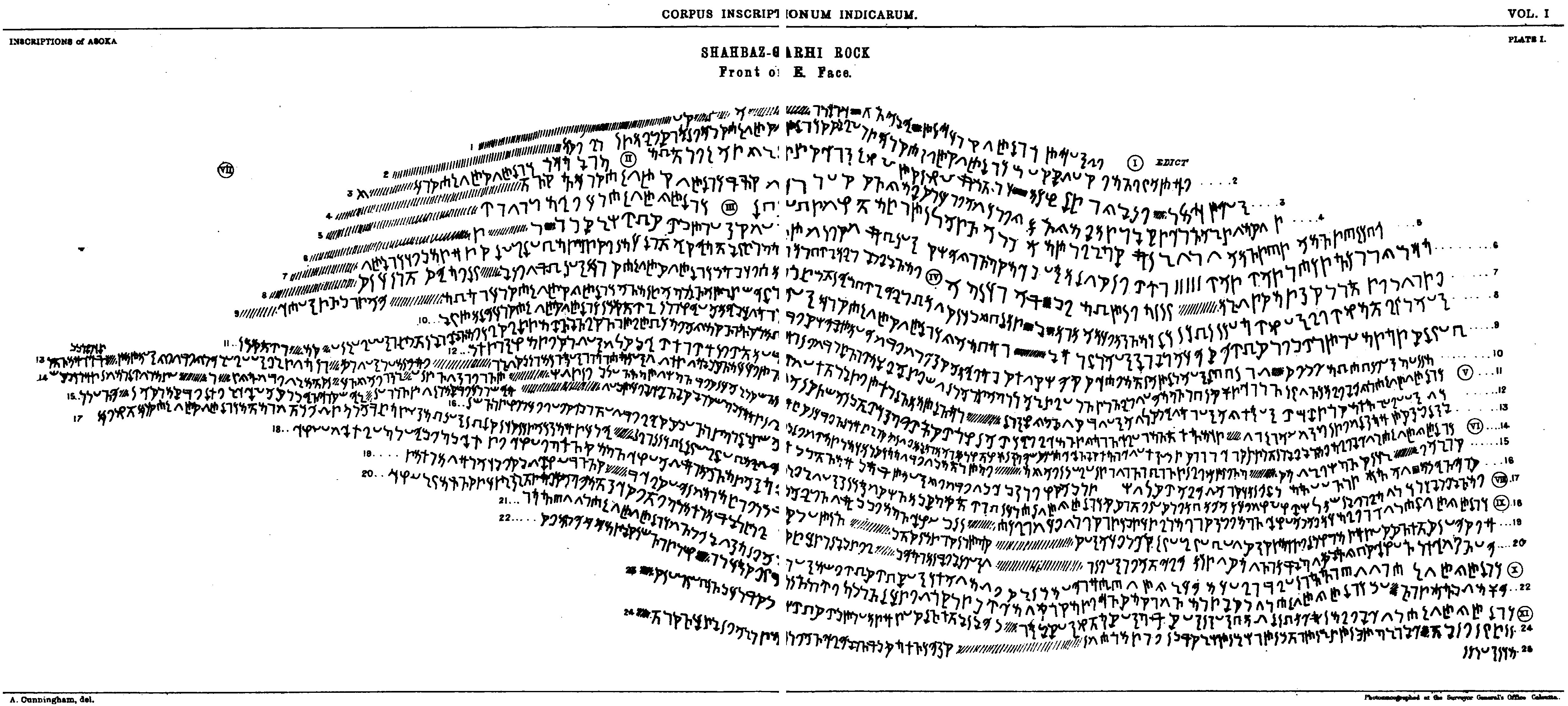
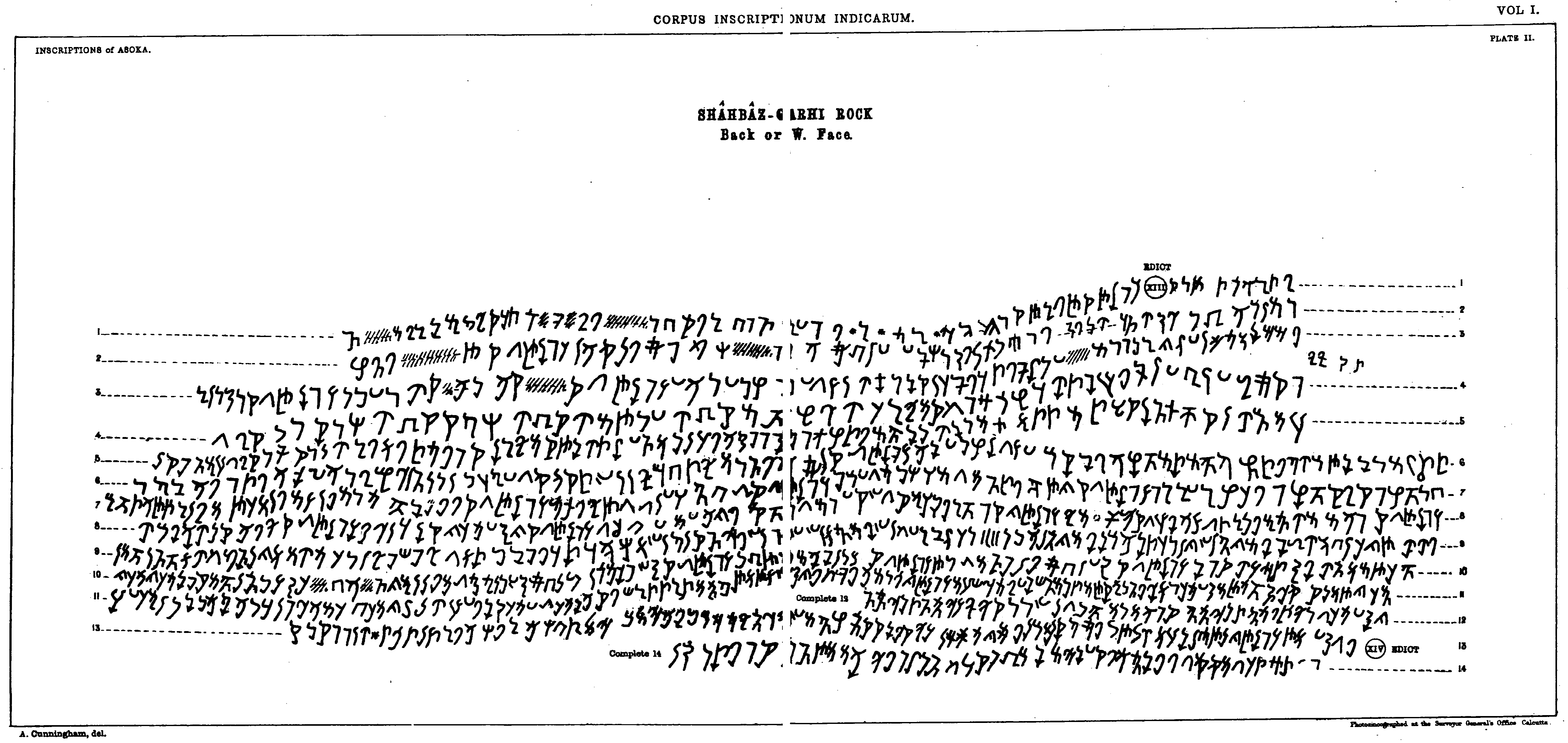
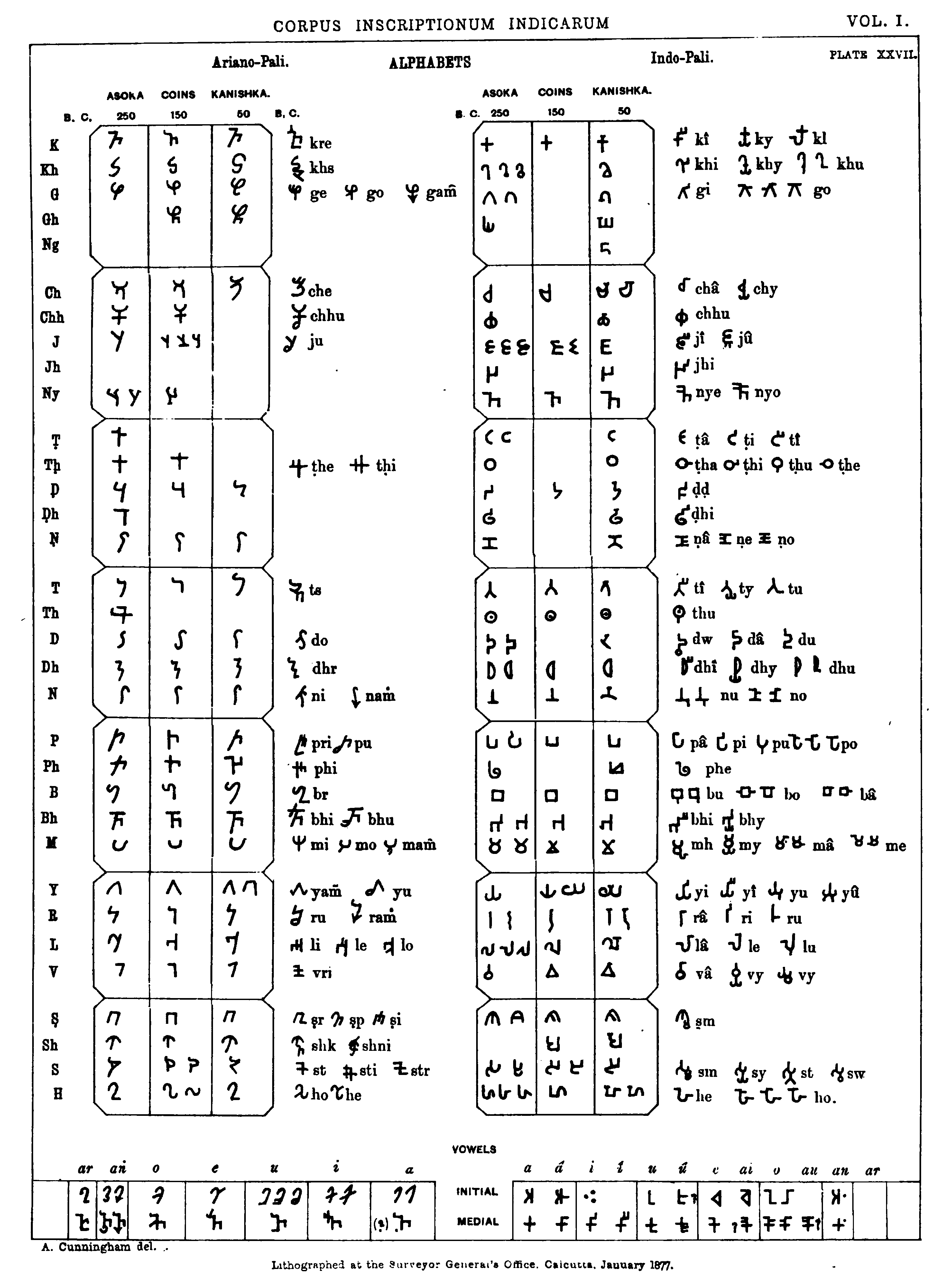
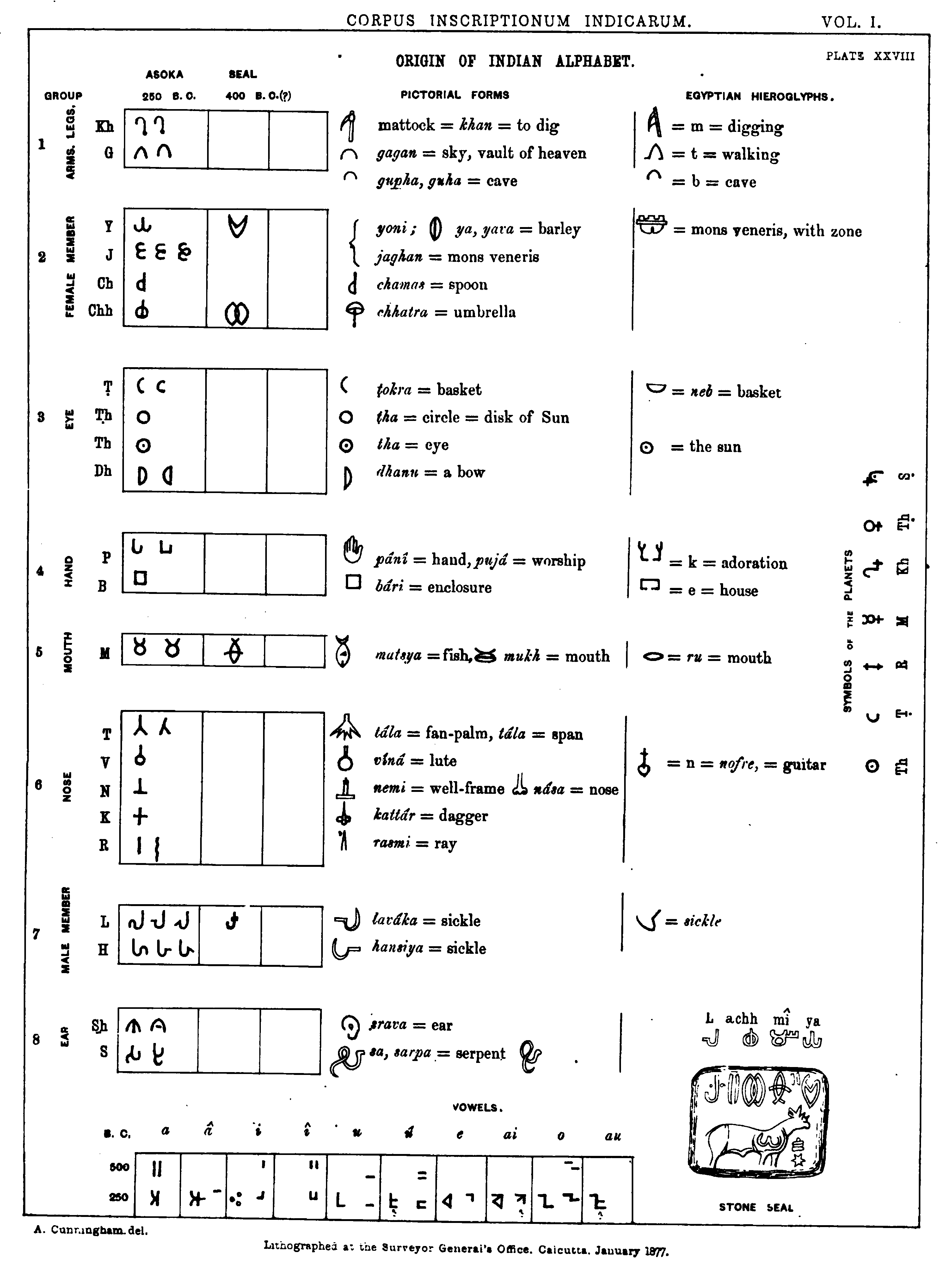
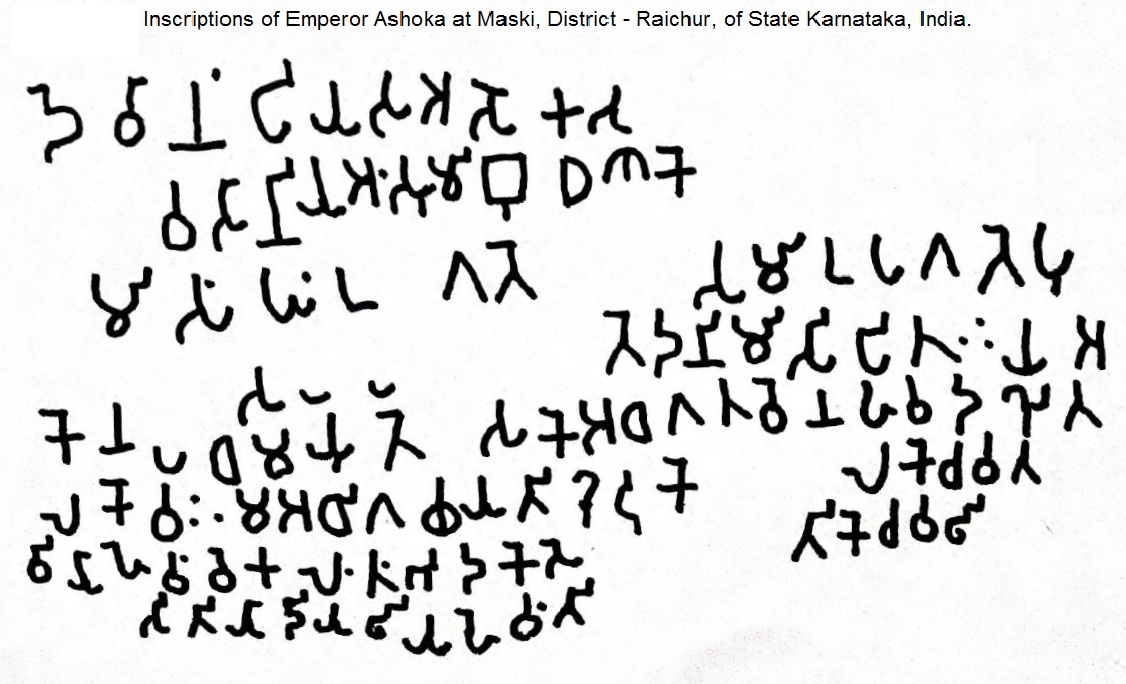
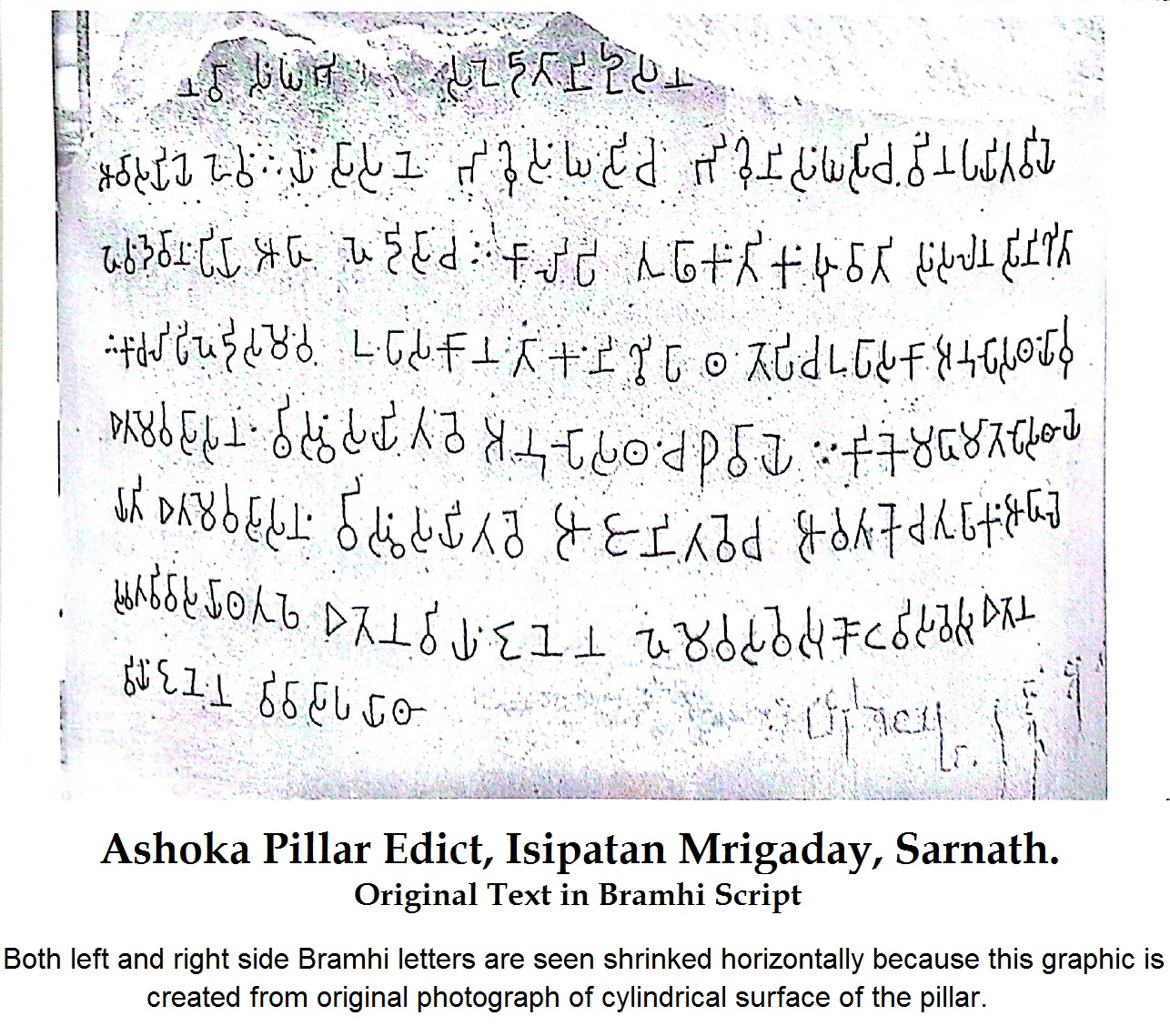
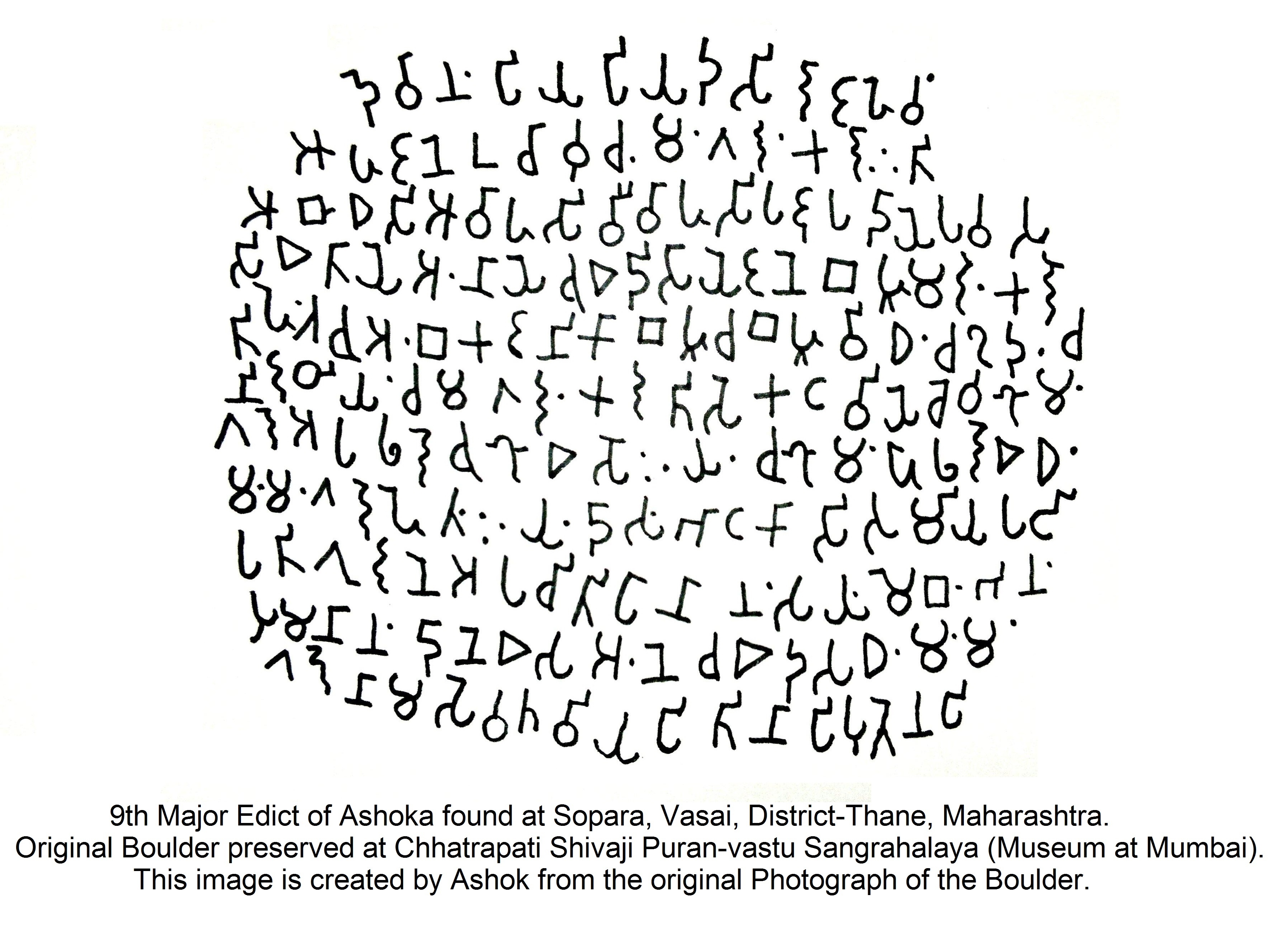

### Trattamenti medicinali
(Editto su roccia N. 2 (S. Dhammika))

### Infrastrutture lungo le strade
(Editto su pilastro N. 7 (S. Dhammika))

### Ufficiali della fede
(Editto su roccia N. 5 (S. Dhammika))

## Calchi degli Editti di Girnar
Un calco è un'impronta dell'iscrizione su una faccia rocciosa. Questa si può ottenere premendo la carta bagnata sulla faccia della roccia. Calchi degli editti aśokani furono preparati dall'ASI per la loro pubblicazione in un Corpus revisionato.
Le seguenti cinque immagini sono calchi degli Editti su roccia di Girnar. Un confronto con le riproduzioni di Cunningham (vedi sopra) mostra che le sue copie degli editti di Girnar non sono fedeli ai caratteri brahmi incisi. Una nota che descrive alcune delle differenze si può vedere qui. Due fotografie digitali della metà destra della roccia si possono vedere in quella nota come pure nella pagina su Internet del loro autore.

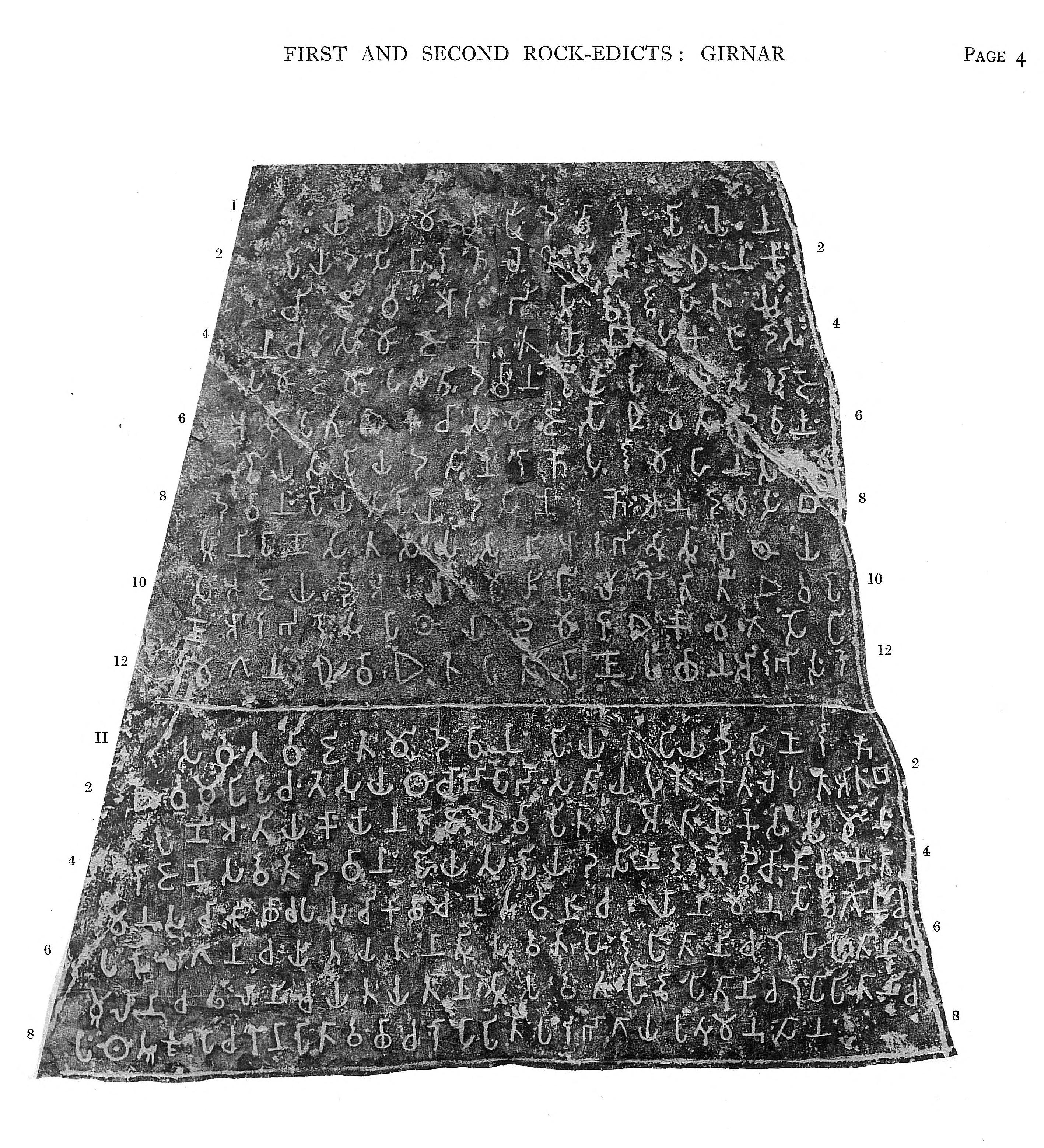
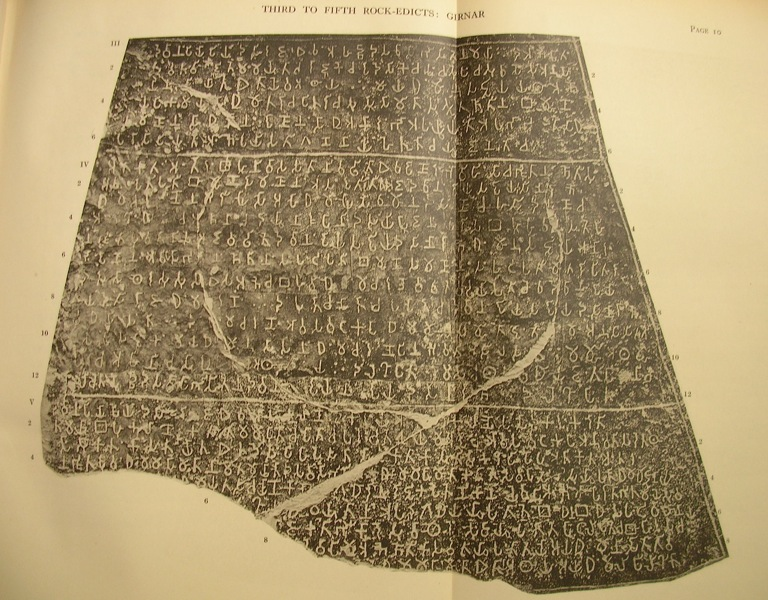
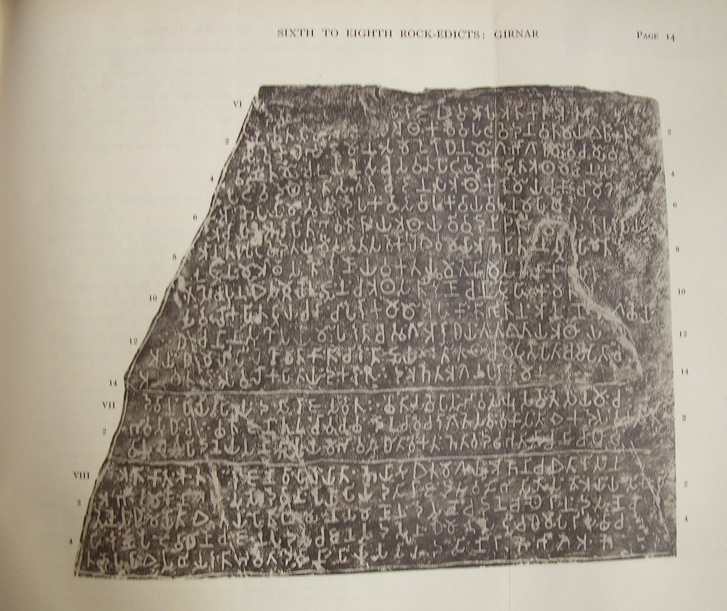
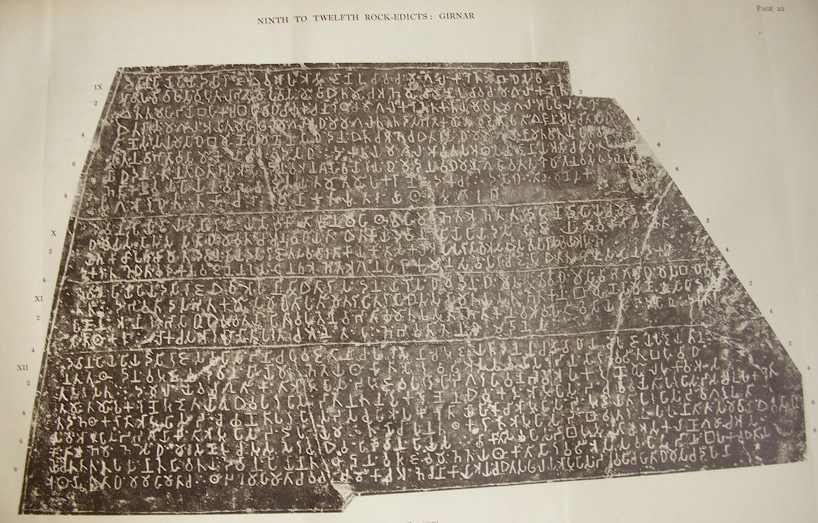
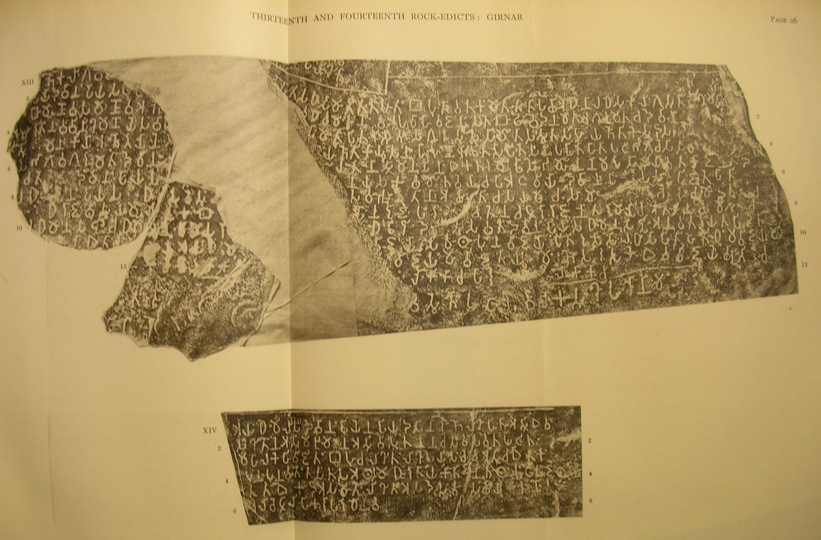